# 2021年の日本公開映画
- 映画 > 映画の一覧 > 年度別日本公開映画 > 2021年の日本公開映画
- 映画 > 2021年の映画 > 2021年の日本公開映画

2021年の日本公開映画（2021ねんのにほんこうかいえいが）では、2021年（令和3年）1月1日から12月31日までに日本で商業公開された映画の一覧を記載。作品名の右の丸括弧内は製作国を示す。
記載の凡例については年度別日本公開映画#凡例を参照

## 作品一覧

### 1月
- 1日
  - 新感染半島 ファイナル・ステージ ( 韓国) [1月 1]
  - Swallow/スワロウ ( アメリカ合衆国・ フランス) [1月 2]
  - 劇場版 生徒会役員共2 ( 日本) [1月 3]
  - 燃えよデブゴン TOKYO MISSION ( 香港) [1月 4]
  - ルーブル美術館の夜 -ダ・ヴィンチ没後500年展 ( フランス) [1月 5]
- 2日
  - 陶王子 2万年の旅 ( 日本・ 中国) [1月 6]
- 8日
  - 劇場版 岩合光昭の世界ネコ歩き あるがままに、水と大地のネコ家族 ( 日本) [1月 7]
  - エポックのアトリエ 菅谷晋一がつくるレコードジャケット ( 日本) [1月 8]
  - エマの秘密に恋したら ( アメリカ合衆国) [1月 9]
  - おとなの事情 スマホをのぞいたら ( 日本) [1月 10]
  - 機動戦士ガンダム00 スペシャルエディションII エンド・オブ・ワールド ( 日本) [1月 11][RE 1]
  - 銀魂 THE FINAL ( 日本) [1月 12]
  - 新世紀エヴァンゲリオン劇場版 DEATH (TRUE)2 / Air / まごころを、君に ( 日本) [1月 13][RE 2]
  - スタントウーマン ハリウッドの知られざるヒーローたち ( アメリカ合衆国) [1月 14]
  - 大コメ騒動 ( 日本) [1月 15]
  - チャンシルさんには福が多いね ( 韓国) [1月 16]
  - ハッピー・バースデー 家族のいる時間 ( フランス) [1月 17]
  - 劇場版 美少女戦士セーラームーンEternal 前編 ( 日本) [1月 18]
  - ヒッチャー ニューマスター版 ( アメリカ合衆国) [1月 19][1月 20][RE 3]
  - ミッション・マンガル 崖っぷちチームの火星打上げ計画 ( インド) [1月 21]
  - 甦る三大テノール 永遠の歌声 ( ドイツ) [1月 22]
  - ルクス・エテルナ 永遠の光 ( フランス) [1月 23][注釈 1]
- 9日
  - ヱヴァンゲリヲン新劇場版:Q EVANGELION:3.333 YOU CAN (NOT) REDO. ( 日本) [1月 24][RE 4][注釈 2]
  - 応天門の変 ( 日本) [1月 25]
  - 分断の歴史～朝鮮半島100年の記憶～ ( フランス) [1月 26]
  - 結びの島 ( 日本) [1月 27]
- 15日
  - アース・フォール JIU JITSU ( アメリカ合衆国) [1月 28]
  - アンチ・ライフ ( カナダ) [1月 29]
  - 越年 Lovers ( 台湾・ 日本) [1月 30]
  - 機動戦士ガンダム00 スペシャルエディションIII リターン・ザ・ワールド ( 日本) [1月 31][RE 1]
  - キング・オブ・シーヴズ ( イギリス) [1月 32]
  - 恋する遊園地 ( フランス・ ベルギー・ ルクセンブルク) [1月 33]
  - ズーム/見えない参加者 ( イギリス) [1月 34]
  - 聖なる犯罪者 ( ポーランド・ フランス) [1月 35]
  - ナショナル・シアター・ライヴ 2020 「ハンサード」 ( イギリス) [1月 36]
  - パリ・オペラ座バレエ・シネマ 「ドン・キホーテ」 ( フランス) [1月 37]
  - パリ・オペラ座バレエ・シネマ 「眠れる森の美女」 ( フランス) [1月 38]
  - パリの調香師 しあわせの香りを探して ( フランス) [1月 39]
  - 43年後のアイ・ラヴ・ユー ( スペイン・ アメリカ合衆国・ フランス) [1月 40]
  - らいか ろりん すとん -IDOL AUDiTiON- ( 日本) [1月 41]
- 16日
  - ウォーデン 消えた死刑囚 ( イラン) [1月 42]
  - THE ORAL CIGARETTES Interactive Movie「ORALIUM」 ( 日本) [1月 43]
  - ジャスト6.5 闘いの証 ( イラン) [1月 44]
  - スーパーミキンコリニスタ ( 日本) [1月 45]
  - 突然失礼致します! 特別編集版 ( 日本) [1月 46][6]
  - 夏目友人帳 石起こしと怪しき来訪者 ( 日本) [1月 47]
  - ネズラ1964 ( 日本) [1月 48]
  - ミッドナイト・ファミリー ( アメリカ合衆国・ メキシコ) [1月 49]
- 22日
  - アーカイヴ ( イギリス) [1月 50]
  - キル・チーム ( アメリカ合衆国) [1月 51]
  - 熊川哲也 Kバレエ カンパニー 「海賊」 in Cinema ( 日本) [1月 52]
  - KCIA 南山の部長たち ( 韓国) [1月 53]
  - さんかく窓の外側は夜 ( 日本) [1月 54]
  - 天空の結婚式 ( イタリア) [1月 55]
  - どん底作家の人生に幸あれ! ( イギリス・ アメリカ合衆国) [1月 56]
  - 羊飼いと風船 ( 中国) [1月 57]
  - 劇場版 ほんとうにあった怖い話～事故物件芸人～ ( 日本) [1月 58]
  - メタモルフォーゼ/変身 ( 韓国) [1月 59]
- 23日
  - いつか、どこかで ( セルビア・ クロアチア・ モンテネグロ・ マカオ・ 日本・ マレーシア) [1月 60]
  - 出櫃-中国 LGBTの叫び ( 日本) [1月 61]
- 29日
  - アート・オン・スクリーン/天才画家ダ・ヴィンチのすべて ( イギリス) [1月 62]
  - アート・オン・スクリーン/ピカソがピカソになるまで ( イギリス) [1月 63]
  - アート・オン・スクリーン/フリーダ・カーロに魅せられて ( イギリス) [1月 64]
  - ある用務員 ( 日本) [1月 65]
  - ウェイティング・バーバリアンズ 帝国の黄昏 ( イタリア・ アメリカ合衆国) [1月 66]
  - おもいで写眞 ( 日本) [1月 67]
  - クラッシュ 4K無修正版 ( カナダ) [1月 68][RE 5]
  - 心の傷を癒すということ 劇場版 ( 日本) [1月 69]
  - ジェームス・ディーン生誕90周年記念上映[7][RE 6]
    - エデンの東 ( アメリカ合衆国) [1月 70]
    - ジャイアンツ ( アメリカ合衆国) [1月 71]
    - 理由なき反抗 ( アメリカ合衆国) [1月 72]

  - セブンソード 修羅王の覚醒 ( 中国) [1月 73]
  - 天国にちがいない ( フランス・ カタール・ ドイツ・ カナダ・ トルコ・ パレスチナ) [1月 74]
  - 名も無き世界のエンドロール ( 日本) [1月 75]
  - バースト・マシンガール ( アメリカ合衆国) [1月 76]
  - バッファロー'66 ( アメリカ合衆国) [1月 77][RE 7]
  - 花束みたいな恋をした ( 日本) [1月 78]
  - Black Site ( アメリカ合衆国) [1月 79]
  - プラットフォーム ( スペイン) [1月 80]
  - ヤクザと家族 The Family ( 日本) [1月 81]
  - ラブ・エクスペリメント ( イギリス) [1月 82]
  - わたしの叔父さん ( デンマーク) [1月 83]
- 30日
  - 写真の女 ( 日本) [1月 84]
  - シャドー・ディール 武器ビジネスの闇 ( アメリカ合衆国・ ベルギー・ デンマーク) [1月 85]
  - スモーキー・アンド・ビター ( 日本) [1月 86]

### 2月
- 1日
  - Endless SHOCK ( 日本) [2月 1]
- 5日
  - 哀愁しんでれら ( 日本) [2月 2]
  - イルミナティ 世界を操る闇の秘密結社 ( アメリカ合衆国) [2月 3]
  - インビジブル・スパイ ( 香港・ 中国) [2月 4]
  - 劇場版・打姫オバカミーコ ( 日本) [2月 5]
  - 空蝉の森 ( 日本) [2月 6]
  - 劇場版 江口拓也の俺たちだって癒されたい! 大阪の旅 ( 日本) [2月 7]
  - 食われる家族 ( 韓国) [2月 8]
  - 劇場版 殺意の道程 ( 日本) [2月 9]
  - 樹海村 ( 日本) [2月 10]
  - シンクロニック ( アメリカ合衆国) [2月 11]
  - ダニエル ( アメリカ合衆国) [2月 12]
  - ダーリン ( アメリカ合衆国) [2月 13]
  - ディエゴ・マラドーナ 二つの顔 ( イギリス) [2月 14]
  - ブラック・クローラー ( オーストラリア・ アメリカ合衆国) [2月 15]
  - 劇場版『ホリミヤ』 ( 日本) [2月 16]
- 6日
  - そこからの光 未来の私から私へ ( 日本) [2月 17]
  - モルエラニの霧の中 ( 日本) [2月 18]
- 11日
  - ガメラ2 レギオン襲来 4K HDR ( 日本) [2月 19][RE 8][8]
  - 機動警察パトレイバー2 the Movie 4DX ( 日本) [2月 20][RE 9]
  - 春江水暖～しゅんこうすいだん ( 中国) [2月 21]
  - すばらしき世界 ( 日本) [2月 22]
  - ツナガレラジオ〜僕らの雨降Days〜 ( 日本) [2月 23]
  - 劇場版 美少女戦士セーラームーンEternal 後編 ( 日本) [2月 24]
  - ファーストラヴ ( 日本) [2月 25]
  - プリンセス・プリンシパル Crown Handler 第1章 ( 日本) [2月 26]
  - マシュー・ボーン IN CINEMA/赤い靴 ( イギリス) [2月 27]
  - マーメイド・イン・パリ ( フランス) [2月 28]
  - 名探偵コナン 緋色の不在証明 ( 日本) [2月 29]
- 12日
  - 熊出没・ワイルドランド大冒険 ( 中国) [2月 30]
  - コスモボール/COSMOBALL ( ロシア) [2月 31]
  - デンマークの息子 ( デンマーク) [2月 32]
  - トキワ荘の青春 デジタルリマスター版 ( 日本) [2月 33][RE 10]
  - トラップ・ガール ( 日本) [2月 34]
  - ノンストップ ( 韓国) [2月 35]
  - バッド・ヘアー ( アメリカ合衆国) [2月 36]
  - 秘密への招待状 ( アメリカ合衆国) [2月 37]
  - ファブリック ( イギリス) [2月 38]
  - METライブビューイング プレミアム・コレクション2021/ビゼー『カルメン』 ( アメリカ合衆国) [2月 39]
  - 私は確信する ( フランス・ ベルギー) [2月 40]
- 13日
  - かくも長き道のり ( 日本) [2月 41]
  - けったいな町医者 ( 日本) [2月 42]
  - 地獄の警備員 デジタルリマスター版 ( 日本) [2月 43][RE 11]
  - 新テニスの王子様 氷帝vs立海 Game of Future 前篇 ( 日本) [2月 44]
- 14日
  - BABYMETAL -10 BABYMETAL BUDOKAN PREMIUM EDITION- ( 日本) [2月 45]
- 19日
  - 愛と闇の物語 ( アイスランド・ アメリカ合衆国) [2月 46]
  - あの頃。 ( 日本) [2月 47]
  - ある人質 生還までの398日 ( デンマーク・ スウェーデン・ ノルウェー) [2月 48]
  - アンコントロール ( デンマーク) [2月 49]
  - 潔白 ( 韓国) [2月 50]
  - 新 デコトラのシュウ 鷲 ( 日本) [2月 51]
  - スカイ・シャーク ( ドイツ) [2月 52]
  - 世界で一番しあわせな食堂 ( フィンランド・ イギリス・ 中国) [2月 53]
  - ベイビーティース ( オーストラリア) [2月 54]
  - めぐみへの誓い ( 日本) [2月 55]
  - モンテッソーリ 子どもの家 ( フランス) [2月 56]
  - ライアー×ライアー ( 日本) [2月 57]
  - 藁にもすがる獣たち ( 韓国) [2月 58]
- 20日
  - ある殺人、落葉のころに ( 日本・ 香港・ 韓国) [2月 59]
  - イスラーム映画祭6
    - 青い空、碧の海、真っ赤な大地 ( インド) [2月 60]
    - 結婚式、10日前 ( イエメン) [2月 61]
    - 孤島の葬列 ( タイ) [2月 62]
    - 痕跡　NSUナチ・アンダーグラウンドの犠牲者 ( ドイツ) [2月 63]
    - ザ・タワー ( ノルウェー・ フランス・ スウェーデン) [2月 64]
    - シェヘラザードの日記 ( レバノン) [2月 65]
    - 長い旅 ( モロッコ・ フランス・ ブルガリア・ トルコ) [2月 66]
    - 汝は二十歳で死ぬ ( スーダン・ エジプト・ フランス・ ドイツ・ ノルウェー・ カタール) [2月 67]
    - マリアの息子 ( イラン) [2月 68]
    - ミナは歩いてゆく ( アフガニスタン・ カナダ) [2月 69]
    - ラシーダ ( アルジェリア・ フランス) [2月 70]
    - 私の娘の香り ( トルコ・ アメリカ合衆国・ フランス) [2月 71]

  - 痛くない死に方 ( 日本) [2月 72]
  - スーパー戦隊MOVIEレンジャー2021
    - 機界戦隊ゼンカイジャー THE MOVIE 赤い戦い! オール戦隊大集会!! ( 日本) [2月 73]
    - 魔進戦隊キラメイジャー THE MOVIE ビー・バップ・ドリーム ( 日本) [2月 74]
    - 騎士竜戦隊リュウソウジャー 特別編 メモリー・オブ・ソウルメイツ ( 日本) [2月 75]

  - 短篇集 さりゆくもの ( 日本) [2月 76]
  - 地球で最も安全な場所を探して ( スイス) [2月 77]
- 26日
  - あのこは貴族 ( 日本) [2月 78]
  - 今は、進め。/忘れられた神様
    - 今は、進め。 ( 日本) [2月 79]
    - 忘れられた神様 ( 日本) [2月 80]

  - 《ndjc: 若手映画作家育成プロジェクト2020》 ( 日本) [2月 81]
    - 醒めてまぼろし ( 日本) [2月 82]
    - 毎日爆裂クッキング ( 日本) [2月 83]
    - 窓たち ( 日本) [2月 84]

  - カポネ ( アメリカ合衆国・ カナダ) [2月 85]
  - ガンズ・アキンボ ( イギリス・ ドイツ・ ニュージーランド) [2月 86]
  - GET OVER -JAM Project THE MOVIE- ( 日本) [2月 87]
  - 三月のライオン デジタルリマスター版 ( 日本) [2月 88][RE 12]
  - スカイライン -逆襲- ( イギリス・ スペイン・ リトアニア) [2月 89]
  - ステージ・マザー ( カナダ) [2月 90]
  - ターコイズの空の下で ( 日本・ モンゴル・ フランス) [2月 91]
  - Tokyo 7th シスターズ -僕らは青空になる- ( 日本) [2月 92]
  - ナタ転生 ( 中国) [2月 93]
  - 半径1メートルの君～上を向いて歩こう～ ( 日本) [2月 94]
  - プレイモービル マーラとチャーリーの大冒険 ( フランス・ ドイツ) [2月 95]
  - 劇場版ポルノグラファー～プレイバック～ ( 日本) [2月 96]
  - ミアとホワイトライオン 奇跡の1300日 ( フランス) [2月 97]
  - MISS ミス・フランスになりたい! ( フランス) [2月 98]
  - リーサル・ストーム ( アメリカ合衆国) [2月 99]
  - REDLINE 10周年記念上映 ( 日本) [2月 100][RE 13]
  - レンブラントは誰の手に ( オランダ) [2月 101]
- 27日
  - きこえなかったあの日 ( 日本) [2月 102]
  - さつきのマドリ ( 日本) [2月 103]
  - 太陽の蓋 再編集版 ( 日本) [2月 104][RE 14]
  - DAU. ナターシャ ( ドイツ・ ウクライナ・ イギリス・ ロシア) [2月 105]
  - 夏時間 ( 韓国) [2月 106]
  - 二重のまち/交代地のうたを編む ( 日本) [2月 107]

### 3月
- 5日
  - ARIA The CREPUSCOLO ( 日本) [3月 1]
  - 異邦人 デジタル復元版 ( イタリア・ フランス) [3月 2][RE 15]
  - キンキーブーツ ( イギリス) [3月 3]
  - 国民の選択 ( 日本) [3月 4]
  - さらばアフリカ HDニューマスター版 ( イタリア) [3月 5][RE 16]
  - サン・ラーのスペース・イズ・ザ・プレイス ( アメリカ合衆国) [3月 6]
  - 14歳の栞 ( 日本) [3月 7]
  - 世界残酷物語 HDニューマスター版 ( イタリア) [3月 8][RE 16]
  - 続・世界残酷物語 HDニューマスター版 ( イタリア) [3月 9][RE 16]
  - 太陽は動かない ( 日本) [3月 10]
  - NO CALL NO LIFE ( 日本) [3月 11]
  - 漂流ポスト ( 日本) [3月 12]
  - 野球少女 ( 韓国) [3月 13]
  - ラスト・フル・メジャー 知られざる英雄の真実 ( アメリカ合衆国) [3月 14]
  - ラーヤと龍の王国 ( アメリカ合衆国) [3月 15]
    - あの頃をもう一度 ( アメリカ合衆国) [3月 16]

  - レイダース 失われたアーク《聖櫃》 4Kリマスター版 4DX ( アメリカ合衆国) [3月 17][RE 17]
- 7日
  - 特集上映「映像作家・小森はるか作品集 2011-2020」[RE 18]
    - かげを拾う ( 日本) [3月 18]
- 8日
  - 特集上映「映像作家・小森はるか作品集 2011-2020」[RE 18]
    - 砂連尾理 ダンス公演「猿とモルターレ」映像記録 ( 日本) [3月 19]

  - シン・エヴァンゲリオン劇場版𝄇 ( 日本) [3月 20]
- 9日
  - 特集上映「映像作家・小森はるか作品集 2011-2020」[RE 18]
    - 砂粒をひろう——Kさんの話していたこととさみしさについて ( 日本) [3月 21]
    - 根をほぐす ( 日本) [3月 22]
    - 米崎町りんご農家の記録 ( 日本) [3月 23]
- 12日
  - アウトポスト ( アメリカ合衆国) [3月 24]
  - クレイジーズ 42日後 ( アメリカ合衆国) [3月 25]
  - 恋の墓 ( 日本) [3月 26]
  - 国際捜査! ( 韓国) [3月 27]
  - サタニックパニック ( アメリカ合衆国) [3月 28]
  - シティーコップ 余命30日?!のヒーロー ( フランス) [3月 29]
  - 映画しまじろう しまじろうとそらとぶふね ( 日本) [3月 30]
  - すくってごらん ( 日本) [3月 31]
  - ハープーン 船上のレクイエム ( カナダ) [3月 32]
  - ビバリウム ( ベルギー・ デンマーク・ アイルランド) [3月 33]
  - フィールズ・グッド・マン ( アメリカ合衆国) [3月 34]
  - BLISS ブリス ( アメリカ合衆国) [3月 35]
  - ブレイブ -群青戦記- ( 日本) [3月 36]
  - MARK OF THE WITCH ( アメリカ合衆国) [3月 37]
  - マジック・ランタン・サイクル HDリマスター版 ( アメリカ合衆国) [3月 38][RE 19]
  - 魔女の密約 ( アイルランド) [3月 39]
  - マンディンゴ デジタルリマスター版 ( アメリカ合衆国) [3月 40][RE 20]
  - ワン・モア・ライフ! ( イタリア) [3月 41]
- 13日
  - 特集上映「映画で見る現代チベット」[RE 21]
    - オールド・ドッグ ( 中国) [3月 42]
    - タルロ ( 中国) [3月 43]
    - ラモとガベ ( 中国) [3月 44]
- 19日
  - ウィッチサマー ( アメリカ合衆国) [3月 45]
  - 奥様は、取り扱い注意 ( 日本) [3月 46]
  - クイーンズ・オブ・フィールド ( フランス) [3月 47]
  - 白雪姫の赤い靴と7人のこびと ( 韓国) [3月 48]
  - 孫悟空 vs 猪八戒 ( 中国) [3月 49]
  - トムとジェリー ( アメリカ合衆国) [3月 50]
  - フロッグ ( イギリス) [3月 51]
  - ホワッツ・イン・ザ・シェッド ( アメリカ合衆国) [3月 52]
  - まともじゃないのは君も一緒 ( 日本) [3月 53]
  - ミナリ ( アメリカ合衆国) [3月 54]
  - METライブビューイング プレミアム・コレクション2021/レハール『メリー・ウィドウ』 ( アメリカ合衆国) [3月 55]
  - モンスターランナー 怪物大戦争 ( 中国) [3月 56]
- 20日
  - AGANAI 地下鉄サリン事件と私 ( 日本) [3月 57]
  - 生きろ 島田叡-戦中最後の沖縄県知事 ( 日本) [3月 58]
  - 特集上映「映画で見る現代チベット」[RE 21]
    - 陽に灼けた道 ( 中国) [3月 59]

  - コントラ ( 日本) [3月 60]
  - にしきたショパン ( 日本) [3月 61]
  - 映画 ヒーリングっど♥プリキュア ゆめのまちでキュン!っとGoGo!大変身!! ( 日本) [3月 62]
    - 映画 トロピカル〜ジュ!プリキュア プチ とびこめ!コラボ♡ダンスパーティ! ( 日本) [3月 63]

  - 夜明け前のうた 〜消された沖縄の障害者〜 ( 日本) [3月 64]
- 22日
  - 劇場版「Fate/stay night [Heaven's Feel]」III.spring songーその日々は、夢のようにー ( 日本) [3月 65][RE 22]
- 26日
  - アンデッド・ドライバー 怒りのゾンビロード ( タイ) [3月 66]
  - ガールズ＆パンツァー 最終章 第3話 ( 日本) [3月 67]
  - きかんしゃトーマス おいでよ!未来の発明ショー! ( イギリス) [3月 68]
  - きまじめ楽隊のぼんやり戦争 ( 日本) [3月 69]
  - K4カンパニー THE MOVIE あの日のダンボール ( 日本) [3月 70]
  - JUNK HEAD ( 日本) [3月 71]
  - SHORT TRIAL PROJECT 2020 ( 日本) [3月 72]
  - Style Wars デジタル修復版 ( アメリカ合衆国) [3月 73][RE 23]
  - スプートニク ( ロシア) [3月 74]
  - SLEEP マックス・リヒターからの招待状 ( イギリス) [3月 75]
  - ゼロワン Others 仮面ライダー滅亡迅雷 ( 日本) [3月 76]
  - ゾンビ津波 ( アメリカ合衆国) [3月 77]
  - タイム・ガーディアンズ 異界の魔女と時をかける少女 ( ロシア) [3月 78]
  - 旅立つ息子へ ( アイスランド・ イタリア) [3月 79]
  - 騙し絵の牙 ( 日本) [3月 80]
  - ダムタイプ 新作パフォーマンス「2020」 ( 日本) [3月 81]
  - テスラ エジソンが恐れた天才 ( アメリカ合衆国) [3月 82]
  - ノマドランド ( アメリカ合衆国) [3月 83]
  - パニック・イン・ミュージアム モスクワ劇場占拠テロ事件 ( ロシア) [3月 84]
  - 羊と蜜柑と日曜日 ( 日本) [3月 85]
  - ファンタジア ( アメリカ合衆国) [3月 86][RE 24]
  - 迷子になった拳 ( 日本) [3月 87]
  - 水を抱く女 ( ドイツ・ フランス) [3月 88]
  - モンスターハンター ( アメリカ合衆国) [3月 89]
  - ロード・オブ・カオス ( イギリス・ スウェーデン・ ノルウェー) [3月 90]
- 27日
  - 狼をさがして ( 韓国) [3月 91]
  - 小河ドラマ 徳川☆家康 ( 日本) [3月 92]
- 30日
  - 突然失礼致します! 完全版 ( 日本) [3月 93][6]

### 4月
- 1日
  - 復興応援 政宗ダテニクル 合体版+ ( 日本) [4月 1]
- 2日
  - あんさんぶるスターズ!! ES Music Garden - Delay Viewing - ( 日本) [4月 2]
  - 渦が森団地の眠れない子たち ( 日本) [4月 3]
  - 裏アカ ( 日本) [4月 4]
  - Eggs 選ばれたい私たち ( 日本) [4月 5]
  - コメディ・フランセーズ in シネマ シラノ・ド・ベルジュラック ( フランス) [4月 6]
  - サンドラの小さな家 ( アイルランド・ イギリス) [4月 7]
  - 剣客 ( 韓国) [4月 8]
  - 劇場版シグナル 長期未解決事件捜査班 ( 日本) [4月 9]
  - ゾッキ ( 日本) [4月 10]
  - 種まく旅人 〜華蓮のかがやき〜 ( 日本) [4月 11]
  - 時をかける少女 4DX ( 日本) [4月 12][RE 25]
  - 農家の嫁は、取り扱い注意! Part1 天使降臨篇 ( 日本) [4月 13]
  - 農家の嫁は、取り扱い注意! Part2 有機ある大作戦篇 ( 日本) [4月 14]
  - 裸の天使 赤い部屋 ( 日本) [4月 15]
  - 僕が跳びはねる理由 ( イギリス) [4月 16]
  - ホムンクルス ( 日本) [4月 17]
  - るろうに剣心 ( 日本) [4月 18][RE 26]
- 3日
  - グッドバイ ( 日本) [4月 19]
  - ブータン 山の教室 ( ブータン) [4月 20]
  - 緑の牢獄 ( 日本・ 台湾・ フランス) [4月 21][4月 22]
  - わたしは分断を許さない ニューヴァージョン ( 日本) [4月 23]
- 9日
  - アンガー・ミー ( カナダ) [4月 24]
  - アンモナイトの目覚め ( イギリス) [4月 25]
  - 砕け散るところを見せてあげる ( 日本) [4月 26]
  - ザ・スイッチ ( アメリカ合衆国) [4月 27]
  - ザ・バッド・ガイズ ( 韓国) [4月 28]
  - 椿の庭 ( 日本) [4月 29]
  - 21ブリッジ ( 中国・ アメリカ合衆国) [4月 30]
  - ドリームランド ( アメリカ合衆国) [4月 31]
  - バイプレイヤーズ 〜もしも100人の名脇役が映画を作ったら〜 ( 日本) [4月 32]
  - ハウス・イン・ザ・フィールズ ( モロッコ・ カタール) [4月 33]
  - パーム・スプリングス ( アメリカ合衆国・ 香港) [4月 34]
  - BLUE/ブルー ( 日本) [4月 35]
  - 街の上で ( 日本) [4月 36]
  - METライブビューイング プレミアム・コレクション2021/ワーグナー《ワルキューレ》 ( アメリカ合衆国) [4月 37]
  - 夜光 〜ある定時制高校の物語〜 ( 日本) [4月 38]
  - るろうに剣心 京都大火編 ( 日本) [4月 39][RE 26]
  - レッド・スネイク ( フランス・ イタリア・ ベルギー・ モロッコ) [4月 40]
- 10日
  - 大阪闇金 ( 日本) [4月 41]
  - デカローグ デジタル・リマスター版 ( ポーランド) [4月 42][RE 27]
    - デカローグ 第1話 ある運命に関する物語 ( ポーランド) [4月 43]
    - デカローグ 第2話 ある選択に関する物語 ( ポーランド) [4月 44]
    - デカローグ 第3話 あるクリスマスイヴに関する物語 ( ポーランド) [4月 45]
    - デカローグ 第4話 ある父と娘に関する物語 ( ポーランド) [4月 46]
- 11日
  - デカローグ デジタル・リマスター版 ( ポーランド) [4月 42][RE 27]
    - デカローグ 第5話 ある殺人に関する物語 ( ポーランド) [4月 47]
    - デカローグ 第6話 ある愛に関する物語 ( ポーランド) [4月 48]
    - デカローグ 第7話 ある告白に関する物語 ( ポーランド) [4月 49]
    - デカローグ 第8話 ある過去に関する物語 ( ポーランド) [4月 50]
- 12日
  - デカローグ デジタル・リマスター版 ( ポーランド) [4月 42][RE 27]
    - デカローグ 第9話 ある孤独に関する物語 ( ポーランド) [4月 51]
    - デカローグ 第10話 ある希望に関する物語 ( ポーランド) [4月 52]
- 16日
  - AVA/エヴァ ( アメリカ合衆国) [4月 53]
  - ガメラ3 邪神覚醒 4K HDR ( 日本) [4月 54][RE 28]
  - 聖なる蝶 赤い部屋 ( 日本) [4月 55]
  - 戦場のメリークリスマス 4K修復版 ( 日本・ イギリス・ ニュージーランド) [4月 56][RE 29]
  - 万歳!ここは愛の道 ( 日本) [4月 57][注釈 3]
  - ハンバーガー・ヒル ( アメリカ合衆国) [4月 58][RE 30]
  - 名探偵コナン 緋色の弾丸 ( 日本) [4月 59]
  - 約束の宇宙 ( フランス) [4月 60]
  - るろうに剣心 伝説の最期編 ( 日本) [4月 61][RE 26]
- 17日
  - きみが死んだあとで ( 日本) [4月 62]
  - クリシャ ( アメリカ合衆国) [4月 63]
  - Zu々 プロデュース マンガ原作映画2本立て[13]
    - 秘密の花園 ( 日本) [4月 64]
    - 怜々蒐集譚 ( 日本) [4月 65]

  - 台湾巨匠傑作選2021 侯孝賢監督40周年記念 ホウ・シャオシェン大特集[14][RE 31]
    - 風が踊る デジタルリマスター版 ( 台湾) [4月 66][RE 32]

  - 新テニスの王子様 氷帝vs立海 Game of Future 後篇 ( 日本) [4月 67]
  - 人間の汚した土地だろう、どこへ行けというのか ( 日本) [4月 68]
  - ヒロシマへの誓い サーロー節子とともに ( アメリカ合衆国) [4月 69]
- 19日
  - 台湾巨匠傑作選2021 侯孝賢監督40周年記念 ホウ・シャオシェン大特集[14][RE 31]
    - ナイルの娘 デジタルリマスター版 ( 台湾) [4月 70]
    - フラワーズ・オブ・シャンハイ 4Kデジタルリマスター版 ( 日本・ 台湾) [4月 71]
- 20日
  - 台湾巨匠傑作選2021 侯孝賢監督40周年記念 ホウ・シャオシェン大特集[14][RE 31]
    - あの頃、この時 ( 台湾) [4月 72]

  - ボリショイ・バレエ in シネマ Season 2020–2021「椿姫」 ( ロシア) [4月 73]
- 23日
  - 愛の終わり、私のはじまり ( 韓国) [4月 74]
  - SNS-少女たちの10日間- ( チェコ) [4月 75]
  - エリック・ロメール監督特集上映 六つの教訓話 デジタル・リマスター版[15][RE 33]
    - 愛の昼下がり ( フランス) [4月 76]
    - ある現代の女子学生 ( フランス) [4月 77][4月 78]
    - クレールの膝 ( フランス) [4月 79]
    - コレクションする女 ( フランス) [4月 80]
    - 紹介、またはシャルロットとステーキ ( フランス) [4月 81][4月 82]
    - パリのナジャ ( フランス) [4月 83][4月 84]
    - モンフォーコンの農婦 ( フランス) [4月 85][4月 86]

  - カリプソ・ローズ ( トリニダード・トバゴ・ フランス) [4月 87]
  - 寛解の連続 ( 日本) [4月 88]
  - グランパ・ウォーズ おじいちゃんと僕の宣戦布告 ( アメリカ合衆国) [4月 89]
  - 3面スクリーン版 超歌舞伎『今昔饗宴千本桜 2020夏』 ( 日本) [4月 90]
  - stay ( 日本) [4月 91]
  - スプリー ( アメリカ合衆国) [4月 92]
  - BanG Dream! Episode of Roselia I:約束 ( 日本) [4月 93]
  - ブックセラーズ ( アメリカ合衆国) [4月 94]
  - ヘカテ デジタルリマスター版 ( フランス・ スイス) [4月 95][RE 34]
  - 別に、友達とかじゃない ( 日本) [4月 96]
  - るろうに剣心 最終章 The Final ( 日本) [4月 97]
- 24日
  - エリック・ロメール監督特集上映 六つの教訓話 デジタル・リマスター版[15][RE 33]
    - 獅子座 ( フランス) [4月 98]
    - シュザンヌの生き方 ( フランス) [4月 99]
    - ベレニス ( フランス) [4月 100][4月 101]
    - モンソーのパン屋の女の子 ( フランス) [4月 102]

  - 台湾巨匠傑作選2021 江口洋子スペシャルセレクト5作品[14][RE 31]
    - 大仏+ ( 台湾) [4月 103]

  - とてつもなく大きな+川添彩 監督作品 特集上映[RE 35][RE 36]
    - 姉と弟 こどもと大人(とそうでないひと) ( 日本) [4月 104]
    - きりはじめて、はなをむすぶ。 ( 日本) [4月 105]
    - ぞうが死んだ ( 日本) [4月 106]
    - とてつもなく大きな ( 日本) [4月 107]

  - ハイゼ家 百年 ( ドイツ・ オーストリア) [4月 108]
- 25日
  - エリック・ロメール監督特集上映 六つの教訓話 デジタル・リマスター版[15][RE 33]
    - ヴェロニクと怠慢な生徒 ( フランス) [4月 109][4月 110]
    - モード家の一夜 ( フランス) [4月 111]

  - 台湾巨匠傑作選2021[14][RE 31]
    - アリフ・ザ・プリン(セ)ス ( 台湾) [4月 112]
- 26日
  - 台湾巨匠傑作選2021 江口洋子スペシャルセレクト5作品[14][RE 31]
    - High Flash～引火点 ( 台湾) [4月 113]
- 27日
  - 台湾巨匠傑作選2021[14][RE 31]
    - 狂徒 ( 台湾) [4月 114]
    - One Day いつか ( 台湾) [4月 115]
- 28日
  - 台湾巨匠傑作選2021 江口洋子スペシャルセレクト5作品[14][RE 31]
    - よい子の殺人犯 ( 台湾) [4月 116]
- 29日
  - FUNNY BUNNY ( 日本) [4月 117]
  - 魔進戦隊キラメイジャーVSリュウソウジャー ( 日本) [4月 118]
- 30日
  - 愛のコリーダ 修復版 ( 日本・ フランス) [4月 119][RE 29]
  - 過去はいつも新しく、未来はつねに懐かしい 写真家 森山大道 ( 日本) [4月 120][注釈 4]
  - ビーチ・バム まじめに不真面目 ( アメリカ合衆国) [4月 122]

### 5月
- 1日
  - 海辺の彼女たち ( 日本・ ベトナム) [5月 1]
  - 中村壱太郎×尾上右近 ART歌舞伎 花のこゝろ ( 日本) [5月 2]
  - 福岡インディペンデント映画祭2020 グランプリ受賞記念 松尾豪監督特集[RE 37]
    - ある日のモダン・タイムス ( 日本) [5月 3]
    - ケータイの中の山田 ( 日本) [5月 4]
    - タニンゴト・ミッドナイト ( 日本) [5月 5]
    - バイトファイター 七の業を持つ男 ( 日本) [5月 6]
- 2日
  - 福岡インディペンデント映画祭2020 グランプリ受賞記念 松尾豪監督特集[RE 37]
    - 愛を込めて壁ドンを ( 日本) [5月 7]
    - アキスカゾク ( 日本) [5月 8]
    - 二十歳からの旅立ち ( 日本) [5月 9]
- 3日
  - 福岡インディペンデント映画祭2020 グランプリ受賞記念 松尾豪監督特集[RE 37]
    - UNDER M∀D GROUND ( 日本) [5月 10]
    - 閉ざされた二日酔い ( 日本) [5月 11]
    - WONDERER ( 日本) [5月 12]
- 7日
  - 大綱引の恋 ( 日本) [5月 13]
  - カサブランカ ( アメリカ合衆国) [5月 14][RE 38]
  - ジェントルメン ( イギリス・ アメリカ合衆国) [5月 15]
  - プロジェクトV ( 中国) [5月 16]
  - 未来へのかたち ( 日本) [5月 17]
  - ラブ・セカンド・サイト はじまりは初恋のおわりから ( フランス・ ベルギー) [5月 18]
  - ローグ ( 南アフリカ共和国・ イギリス) [5月 19]
- 8日
  - アニメーションの神様、その美しき世界 Vol.2&3 川本喜八郎、岡本忠成監督特集[18][RE 39]
    - アニメーションの神様、その美しき世界 Vol.2&3/Aプログラム: 川本喜八郎作品〈4K修復版〉
      - 鬼 ( 日本) [5月 20]
      - 火宅 ( 日本) [5月 21]
      - 詩人の生涯 ( 日本) [5月 22]
      - 道成寺 ( 日本) [5月 23]
      - 花折り ( 日本) [5月 24]

    - アニメーションの神様、その美しき世界 Vol.2&3/Bプログラム: 岡本忠成作品〈4K修復版〉
      - おこんじょうるり ( 日本) [5月 25]
      - サクラより愛をのせて ( 日本) [5月 26]
      - チコタン ぼくのおよめさん ( 日本) [5月 27]
      - 注文の多い料理店 ( 日本) [5月 28]
      - 虹に向って ( 日本) [5月 29]

  - なんのちゃんの第二次世界大戦 ( 日本) [5月 30]
- 12日
  - くれなずめ ( 日本) [5月 31]
- 14日
  - 美しき誘惑-現代の「画皮」- ( 日本) [5月 32]
  - 海辺の家族たち ( フランス) [5月 33]
  - 裏ゾッキ ( 日本) [5月 34]
  - クー! キン・ザ・ザ ( ロシア) [5月 35]
  - しあわせのマスカット ( 日本) [5月 36]
  - ジャン＝ポール・ベルモンド傑作選2[19][RE 40]
    - エースの中のエース HDリマスター版 ( フランス・ 西ドイツ) [5月 37][5月 38]
    - 相続人 HDリマスター版 ( フランス・ イタリア) [5月 39][5月 40]
    - リオの男 HDリマスター版 ( フランス・ イタリア) [5月 41][5月 42]

  - ファーザー ( イギリス・ フランス) [5月 43]
  - 不思議惑星キン・ザ・ザ ( ソビエト連邦) [5月 44][RE 41]
  - 劇場版 ほんとうにあった怖い話〜事故物件芸人2〜 ( 日本) [5月 45]
- 15日
  - アララト 誰でもない恋人たちの風景vol.3 ( 日本) [5月 46]
  - グンダーマン 優しき裏切り者の歌 ( ドイツ) [5月 47]
  - 10年、渋谷をさ迷って A decade of roaming ( 日本) [5月 48]
  - 「16」と10年。遠く ( 日本) [5月 49]
  - デッドロック ( ドイツ) [5月 50][RE 42]
  - ドリームズ・オン・ファイア ( 日本・ カナダ) [5月 51]
  - 劇場版 Fate/Grand Order -神聖円卓領域キャメロット- 後編 Paladin; Agateram ( 日本) [5月 52]
- 18日
  - ボリショイ・バレエ in シネマ Season 2020–2021「ロミオとジュリエット」 ( ロシア) [5月 53]
- 21日
  - 藍に響け ( 日本) [5月 54]
  - 茜色に焼かれる ( 日本) [5月 55]
  - いのちの停車場 ( 日本) [5月 56]
  - お終活 熟春!人生、百年時代の過ごし方 ( 日本) [5月 57]
  - 地獄の花園 ( 日本) [5月 58]
  - ジャン＝ポール・ベルモンド傑作選2[19][RE 40]
    - カトマンズの男 HDリマスター版 ( フランス・ イタリア) [5月 59][5月 60]

  - SPAAK!SPAAK!SPAAK! カトリーヌ・スパーク レトロスペクティブ[20][RE 43]
    - 禁じられた抱擁 ( イタリア・ フランス) [5月 61]
    - 狂ったバカンス ( イタリア) [5月 62]
    - 女性上位時代 ( イタリア) [5月 63]
    - 太陽の下の18才 ( イタリア) [5月 64]

  - ダーティ・ダンシング ( アメリカ合衆国) [5月 65][RE 44]
  - 野良人間 獣に育てられた子どもたち ( メキシコ) [5月 66]
  - 拝啓、永田町 ( 日本) [5月 67]
  - ペテロの帰り道 ( 日本) [5月 68]
  - 劇場版 ポリス×戦士 ラブパトリーナ!〜怪盗からの挑戦! ラブでパパッとタイホせよ!〜 ( 日本) [5月 69]
  - ミッション: ポッシブル ( 韓国) [5月 70]
  - METライブビューイング プレミアム・コレクション2021/ヴェルディ《椿姫》 ( アメリカ合衆国) [5月 71]
  - やすらぎの森 ( カナダ) [5月 72]
  - レスキュー ( 中国) [5月 73]
- 22日
  - そろそろ音楽をやめようと思う ( 日本) [5月 74][RE 45]
  - ペトルーニャに祝福を ( 北マケドニア・ フランス・ ベルギー・ クロアチア・ スロベニア) [5月 75]
- 27日
  - クルエラ ( アメリカ合衆国) [5月 76]
- 28日
  - アオラレ ( アメリカ合衆国) [5月 77]
  - 明日の食卓 ( 日本) [5月 78]
  - アメイジング・グレイス/アレサ・フランクリン ( アメリカ合衆国) [5月 79]
  - アメリカン・ユートピア ( アメリカ合衆国) [5月 80]
  - 狂猿 ( 日本) [5月 81]
  - 劇場完全版「熊川哲也 カルミナ・ブラーナ 2021」 ( 日本) [5月 82]
  - 5月の花嫁学校 ( フランス) [5月 83]
  - ジャン＝ポール・ベルモンド傑作選2[19][RE 40]
    - アマゾンの男 HDリマスター版 ( フランス・ スペイン) [5月 84][5月 85]

  - 想像 ( 日本) [5月 86]
  - ハチとパルマの物語 ( 日本・ ロシア) [5月 87]
  - ファンタスティック・プラネット ( フランス・ チェコスロバキア) [5月 88][RE 46]
  - HOKUSAI ( 日本) [5月 89]
  - ローズメイカー 奇跡のバラ ( フランス) [5月 90]
- 29日
  - あ・く・あ 〜ふたりだけの部屋〜 ( 日本) [5月 91]
  - 愛うつつ ( 日本) [5月 92]
  - Aマッソのすべて ( 日本) [5月 93]
  - ケンダマスター拳 ( 日本) [5月 94][注釈 5]
  - ジュ・テーム・モワ・ノン・プリュ 4K完全無修正版 ( フランス) [5月 95][RE 47]
  - たゆたえども沈まず ( 日本) [5月 96][注釈 6]
  - のさりの島 ( 日本) [5月 97]
  - ラプソディ オブ colors ( 日本) [5月 98]

### 6月
- 1日
  - 女たち ( 日本) [6月 1]
  - 映画 賭ケグルイ 絶体絶命ロシアンルーレット ( 日本) [6月 2]
  - ボリショイ・バレエ in シネマ Season 2020-2021『パリの炎』 ( ロシア) [6月 3]
- 4日
  - 田舎司祭の日記 4Kデジタル・リマスター版 ( フランス) [6月 4][RE 48]
  - 映画大好きポンポさん ( 日本) [6月 5]
  - 猿楽町で会いましょう ( 日本) [6月 6]
  - カムバック・トゥ・ハリウッド!! ( アメリカ合衆国) [6月 7]
  - グリーンランド -地球最後の2日間- ( アメリカ合衆国) [6月 8]
  - グレーゾーン ( 日本) [6月 9]
  - コンティニュー ( アメリカ合衆国) [6月 10]
  - 幸せの答え合わせ ( イギリス) [6月 11]
  - シドニアの騎士 あいつむぐほし ( 日本) [6月 12]
  - シネマ歌舞伎 鰯賣戀曳網 ( 日本) [6月 13]
  - 劇場版 少女☆歌劇 レヴュースタァライト ( 日本) [6月 14]
  - 2gether THE MOVIE ( タイ) [6月 15]
  - トゥルーノース ( 日本・ インドネシア) [6月 16]
  - はるヲうるひと ( 日本) [6月 17]
  - 胸が鳴るのは君のせい ( 日本) [6月 18]
  - めまい 窓越しの想い ( 韓国) [6月 19]
  - モクソリ ( 韓国) [6月 20]
  - るろうに剣心 最終章 The Beginning ( 日本) [6月 21]
- 5日
  - 戦火のランナー ( アメリカ合衆国) [6月 22]
  - デニス・ホー ビカミング・ザ・ソング ( アメリカ合衆国) [6月 23]
- 10日
  - ボン・ジョヴィ フロム・アンコール・ナイツ ( アメリカ合衆国) [6月 24]
- 11日
  - 葵ちゃんはやらせてくれない ( 日本) [6月 25][注釈 7]
  - インヘリタンス ( アメリカ合衆国) [6月 26]
  - 「宇宙戦艦ヤマト」という時代 西暦2202年の選択 ( 日本) [6月 27]
  - 男の優しさは全部下心なんですって ( 日本) [6月 28]
  - 驚き!海の生きもの超伝説 劇場版ダーウィンが来た! ( 日本) [6月 29]
  - 機動戦士ガンダム 閃光のハサウェイ ( 日本) [6月 30]
  - キャラクター ( 日本) [6月 31]
  - 漁港の肉子ちゃん ( 日本) [6月 32]
  - クローブヒッチ・キラー ( アメリカ合衆国) [6月 33]
  - 映画 さよなら私のクラマー ファーストタッチ ( 日本) [6月 34]
  - 名も無い日 ( 日本) [6月 35]
  - 逃げた女 ( 韓国) [6月 36]
  - ブラックバード 家族が家族であるうちに ( アメリカ合衆国・ イギリス) [6月 37]
  - ブルーヘブンを君に ( 日本) [6月 38]
  - Mr.ノーバディ ( アメリカ合衆国) [6月 39]
  - 甦る香港映画の名作選 麗しのセシリア・チャン特集上映[RE 49]
    - 星願 あなたにもういちど デジタルリマスター版 ( 香港) [6月 40]
- 12日
  - アフリカン・カンフー・ナチス ( ガーナ・ ドイツ・ 日本) [6月 41]
  - 犬は歌わない ( オーストリア・ ドイツ) [6月 42]
  - 湖底の空 ( 日本・ 中国・ 韓国) [6月 43]
  - 作家主義ホン・サンス[RE 50]
    - オー!スジョン ( 韓国) [6月 44]
    - カンウォンドのチカラ ( 韓国) [6月 45]

  - ふゆうするさかいめ ( 日本) [6月 46]
  - ベル・エポックでもう一度 ( フランス) [6月 47]
- 17日
  - あのクリスマス (Template:CNA)
- 18日
  - アイアン・シーク ( カナダ) [6月 48][RE 51]
  - 青葉家のテーブル ( 日本) [6月 49]
  - いとみち ( 日本) [6月 50]
  - 彼女来来 ( 日本) [6月 51]
  - グリード ファストファッション帝国の真実 ( イギリス) [6月 52]
  - クワイエット・プレイス 破られた沈黙 ( アメリカ合衆国) [6月 53]
  - サスペリア PART2 4Kレストア完全版 ( イタリア) [6月 54][RE 52]
  - ザ・ファブル 殺さない殺し屋 ( 日本) [6月 55]
  - ショコラの魔法 ( 日本) [6月 56]
  - 潜入 ( 韓国) [6月 57]
  - トゥルー・ヒストリー・オブ・ザ・ケリー・ギャング ( オーストラリア・ イギリス・ フランス) [6月 58]
  - ヒノマルソウル〜舞台裏の英雄たち〜 ( 日本) [6月 59]
  - フェノミナ 4Kレストア版 ( イタリア) [6月 60][RE 52]
  - METライブビューイング プレミアム・コレクション2021 ロッシーニ「セヴィリャの理髪師」 ( アメリカ合衆国) [6月 61]
  - モータルコンバット ( アメリカ合衆国) [6月 62]
  - ももいろそらを カラー版 ( 日本) [6月 63][RE 53]
  - 甦る香港映画の名作選 麗しのセシリア・チャン特集上映[RE 49]
    - 忘れえぬ想い ( 香港) [6月 64]

  - RUN/ラン ( アメリカ合衆国) [6月 65]
  - リカ〜自称28歳の純愛モンスター〜 ( 日本) [6月 66]
- 19日
  - ONAKAMA 2021 THE MOVIE ( 日本) [6月 67]
  - グラデーション ( 日本) [6月 68]
  - へんしんっ! ( 日本) [6月 69]
  - 息子のままで、女子になる ( 日本) [6月 70]
- 22日
  - 地球交響曲 ガイアシンフォニー 第九番 ( 日本) [6月 71]
  - ボリショイ・バレエ in シネマ Season 2020–2021「コッペリア」 ( ロシア) [6月 72]
- 25日
  - 愛について語るときにイケダの語ること ( 日本) [6月 73]
  - Arc アーク ( 日本) [6月 74]
  - 1秒先の彼女 ( 台湾) [6月 75]
  - いとみち ( 日本) [6月 76]
  - 海辺の金魚 ( 日本) [6月 77]
  - 王の願い ハングルの始まり ( 韓国) [6月 78]
  - KAWASAKI BRAVE THUNDERS 2020-21 SEASON OFFICIAL DOCUMENTARY “OVER TIME” 葛藤と、歓喜と、感謝と。 ( 日本) [6月 79]
  - ジャーニー 太古アラビア半島での奇跡と戦いの物語 ( サウジアラビア・ 日本) [6月 80]
  - スレイト ( 韓国) [6月 81]
  - ソウルメイト/七月と安生 ( 中国}・ 香港) [6月 82]
  - それいけ!アンパンマン ふわふわフワリーと雲の国 ( 日本) [6月 83]
  - 夏への扉 -キミのいる未来へ- ( 日本) [6月 84]
  - BanG Dream! Episode of Roselia II:Song I am. ( 日本) [6月 85]
  - Bittersand ( 日本) [6月 86]
  - ピーターラビット2/バーナバスの誘惑 ( アメリカ合衆国) [6月 87]
  - ビリー・アイリッシュ: 世界は少しぼやけている ( アメリカ合衆国) [6月 88]
  - ほうきに願いを ( 日本) [6月 89]
  - 僕が君の耳になる ( 日本) [6月 90][注釈 8]
  - ボディ・リメンバー ( 日本) [6月 91]
- 26日
  - 「いきうつし ぬけがら」田中晴菜監督特集上映 [29][RE 54]
    - いきうつし ( 日本) [6月 92]
    - ぬけがら ( 日本) [6月 93]

  - 夢幻紳士 人形地獄 ( 日本) [6月 94]
  - 淀川アジール さどヤンの生活と意見 ( 日本) [6月 95]
- 29日
  - ボリショイ・バレエ in シネマ Season 2020–2021「ロミオとジュリエット」 ( ロシア) [6月 96]

### 7月
- 1日
  - スーパーノヴァ ( イギリス) [7月 1]
- 2日
  - アジアの天使 ( 日本) [7月 2]
  - 熊川哲也 Kバレエカンパニー Spring2021『ドン・キホーテ in Cinema』 ( 日本) [7月 3]
  - ゴジラvsコング ( アメリカ合衆国) [7月 4]
  - ジェジュン: オン・ザ・ロード ( 韓国) [7月 5]
  - 松竹ブロードウェイシネマ/『ジャニス・ジョプリン』 ( アメリカ合衆国) [7月 6]
  - 食の安全を守る人々 ( 日本) [7月 7]
  - シンプルな情熱 ( フランス・ ベルギー) [7月 8]
  - デュー あの時の君とボク ( タイ) [7月 9]
  - 劇場版 七つの大罪 光に呪われし者たち ( 日本) [7月 10]
  - ナポレオンと私 ( 日本) [7月 11]
  - バケモン ( 日本) [7月 12]
  - Peter Barakan's Music Film Festival[RE 55]
    - BILLIE ビリー ( イギリス) [7月 13]

  - ロックダウン・ホテル 死・霊・感・染 ( カナダ) [7月 14]
- 3日
  - 過ぎ行くみなも ( 日本) [7月 15]
  - トーマス・ハイゼ 東ドイツ3部作 今はなき社会主義国家[RE 56]
    - 家 ( 西ドイツ) [7月 16]
    - 一体何故この連中の映画を作るのか? ( 西ドイツ) [7月 17]
    - 人民警察 ( 西ドイツ) [7月 18]

  - わたしはダフネ ( イタリア) [7月 19]
- 8日
  - ブラック・ウィドウ ( アメリカ合衆国) [7月 20]
- 9日
  - インベイド ( オーストラリア) [7月 21]
  - 劇場編集版 かくしごと -ひめごとはなんですか- ( 日本) [7月 22]
  - シャイニー・シュリンプス!愉快で愛しい仲間たち ( フランス) [7月 23]
  - スティーラーズ ( イギリス) [7月 24]
  - ドアマン ( アメリカ合衆国) [7月 25]
  - 東京リベンジャーズ ( 日本) [7月 26]
  - 唐人街探偵 東京MISSION ( 中国) [7月 27]
  - ナショナル・シアター・ライブ「メディア」 ( イギリス) [7月 28]
  - 走れロム ( ベトナム) [7月 29]
  - 83歳のやさしいスパイ ( チリ・ アメリカ合衆国・ ドイツ・ オランダ・ スペイン) [7月 30]
  - ハニーレモンソーダ ( 日本) [7月 31]
  - 100日間生きたワニ ( 日本) [7月 32]
  - ヒルコ 妖怪ハンター レストア&リマスター版 ( 日本) [7月 33][RE 57]
  - 映画：フィッシュマンズ ( 日本) [7月 34]
  - ベルヴィル・ランデブー ( フランス・ ベルギー・ カナダ) [7月 35][RE 58]
  - ライトハウス ( アメリカ合衆国) [7月 36]
- 10日
  - アサルト・ベレー 緋色の奪還作戦 ( トルコ) [7月 37]
  - ウィリーズ・ワンダーランド ( アメリカ合衆国) [7月 38]
  - 片袖の魚 ( 日本) [7月 39]
  - 東京クルド ( 日本) [7月 40]
  - 東京自転車節 ( 日本) [7月 41]
  - ドブ川番外地 ( 日本) [7月 42]
  - トラック ( 韓国) [7月 43]
  - ねばぎば 新世界 ( 日本) [7月 44]
  - 発酵する民 ( 日本) [7月 45]
  - 夜叉ヶ池 4Kデジタルリマスター ( 日本) [7月 46][RE 59]
  - ロボット修理人のAi ( 日本) [7月 47]
- 11日
  - ハートビート ネクストステージ ( アメリカ合衆国・ ルーマニア) [7月 48]
  - ファイアー・ブレイク 炎の大救出 ( ロシア) [7月 49]
- 13日
  - ボリショイ・バレエ in シネマ Season 2020–2021「ラ・バヤデール」 ( ロシア) [7月 50]
- 16日
  - 共謀家族 ( 中国) [7月 51]
  - 劇場版 クドわふたー ( 日本) [7月 52]
  - 17歳の瞳に映る世界 ( アメリカ合衆国) [7月 53]
  - 少年の君 ( 中国・ 香港) [7月 54]
  - SEOBOK/ソボク ( 韓国) [7月 55]
  - ダルバール 復讐人 ( インド) [7月 56]
  - ファイナル・プラン ( アメリカ合衆国) [7月 57]
  - プロミシング・ヤング・ウーマン ( アメリカ合衆国) [7月 58]
  - 星空のむこうの国 ( 日本) [7月 59]
  - リスタート ( 日本) [7月 60]
  - 竜とそばかすの姫 ( 日本) [7月 61]
- 17日
  - 劇場版 怪談百物語 ( ニュージーランド) [7月 62]
  - 逆光 ( 日本) [7月 63]
  - 特集上映「ケリー・ライカートの映画たち 漂流のアメリカ」[30][RE 60]
    - ウェンディ&ルーシー ( アメリカ合衆国) [7月 64]
    - オールド・ジョイ ( アメリカ合衆国) [7月 65]
    - ミークス・カットオフ ( アメリカ合衆国) [7月 66]
    - リバー・オブ・グラス 2Kレストア版 ( アメリカ合衆国) [7月 67]

  - サンマデモクラシー ( 日本) [7月 68]
  - ジャッリカットゥ 牛の怒り ( インド) [7月 69]
  - ユートピア / ディストピア 2選『クレストーン』+『ヴィクトリア』[31][RE 61]
    - ヴィクトリア ( ベルギー) [7月 70]
    - クレストーン ( アメリカ合衆国) [7月 71]
- 18日
  - ラン・ハイド・ファイト ( アメリカ合衆国) [7月 72]
- 19日
  - 三眼ノ村 黒魔術の章 ( タイ) [7月 73]
  - 三眼ノ村 輪廻の章 ( タイ) [7月 74]
- 22日
  - 犬部! ( 日本) [7月 75]
  - 劇場版『Gのレコンギスタ III』「宇宙からの遺産」 ( 日本) [7月 76]
  - サイダーのように言葉が湧き上がる ( 日本) [7月 77]
  - セイバー+ゼンカイジャー スーパーヒーロー戦記 ( 日本) [7月 78]
  - とびだせ!ならせ! PUI PUI モルカー ( 日本) [7月 79]
- 23日
  - ココ・シャネル 時代と闘った女 ( フランス) [7月 80]
  - 最後にして最初の人類 ( アイスランド) [7月 81]
  - Saucy Dog “Send for you” THE MOVIE ( 日本) [7月 82]
  - 親愛なる君へ ( 台湾) [7月 83]
  - DAHUFA -守護者と謎の豆人間- ( 中国) [7月 84]
  - Tomorrow's Leaves ( 日本) [7月 85]
  - 復讐者たち ( ドイツ・ イスラエル) [7月 86]
- 24日
  - かば ( 日本) [7月 87]
  - 太陽と踊らせて ( 日本) [7月 88]
  - 夕霧花園 ( マレーシア) [7月 89]
- 25日
  - スレイヤー 7日目の煉獄 ( アメリカ合衆国) [7月 90]
- 29日
  - ジャングル・クルーズ ( アメリカ合衆国) [7月 91]
- 30日
  - アウシュヴィッツ・レポート ( スロバキア・ チェコ・ ドイツ) [7月 92]
  - ある家族 ( 日本) [7月 93]
  - イン・ザ・ハイツ ( アメリカ合衆国) [7月 94]
  - 映画クレヨンしんちゃん 謎メキ!花の天カス学園 ( 日本) [7月 95]
  - サイコ・ゴアマン ( カナダ) [7月 96]
  - 劇場版DISTORTION GIRL ( 日本) [7月 97]
  - 白蛇: 縁起 ( 中国) [7月 98]
  - パンケーキを毒見する ( 日本) [7月 99]
  - Fate/Grand Order -終局特異点 冠位時間神殿ソロモン- ( 日本) [7月 100]
  - ベイビーわるきゅーれ ( 日本) [7月 101]
  - 返校 言葉が消えた日 ( 台湾) [7月 102]
  - 都会のトム&ソーヤ ( 日本) [7月 103]
  - METライブビューイング プレミアム・コレクション2021 ヴェルディ「アイーダ」 ( アメリカ合衆国) [7月 104]
  - 屋敷女 ノーカット完全版 ( フランス) [7月 105][RE 62]
- 31日
  - カーテンコールのはしの方 ( 日本) [7月 106]
  - 日常対話 ( 台湾) [7月 107]
  - 名もなき歌 ( ペルー・ フランス・ アメリカ合衆国) [7月 108]
  - 8時15分 ヒロシマ 父から娘へ ( アメリカ合衆国) [7月 109]
  - フィア・オブ・ミッシング・アウト ( 日本) [7月 110]
    - IMAGINATION DRAGON ( 日本) [7月 111]

### 8月
- 1日
  - パペット・キラー ( カナダ) [8月 1]
- 4日
  - BLACKPINK THE MOVIE ( 韓国) [8月 2]
- 6日
  - 明日に向かって笑え! ( アルゼンチン) [8月 3]
  - a hope of NAGASAKI 優しい人たち ( 日本) [8月 4]
  - キネマの神様 ( 日本) [8月 5]
  - サマーフィルムにのって ( 日本) [8月 6]
  - シチュエーション ラヴ ( 日本) [8月 7]
    - スーパームーンα 荻窪崇史のプレイバック ( 日本) [8月 8]

  - シュウカツ5 就職という名のゲーム ( 日本) [8月 9][注釈 9]
  - すべてが変わった日 ( アメリカ合衆国) [8月 10]
  - 第8回 夏のホラー秘宝まつり 2021[35][RE 63]
    - 地獄の門 4Kレストア版 ( イタリア) [8月 11]
    - ルチオ・フルチの新デモンズ ( イタリア) [8月 12]

  - 映画 太陽の子 ( 日本) [8月 13]
  - 土手と夫婦と幽霊 ( 日本) [8月 14]
  - 僕のヒーローアカデミア THE MOVIE ワールド ヒーローズ ミッション ( 日本) [8月 15]
  - 元カレとツイラクだけは絶対に避けたい件 ( スウェーデン・ アメリカ合衆国) [8月 16]
  - ヨコクソン ( 韓国) [8月 17]
  - ワイルド・スピード/ジェットブレイク ( アメリカ合衆国) [8月 18]
  - わんぱく戦争 デジタルリマスター版 ( フランス) [8月 19][RE 64]
- 7日
  - オキナワ サントス ( 日本) [8月 20]
  - カウラは忘れない ( 日本) [8月 21]
  - 死なない夫 ( 韓国) [8月 22]
  - 第8回 夏のホラー秘宝まつり 2021[35][RE 63]
    - ブラック・サバス 恐怖!三つの顔 ( イタリア) [8月 23]
- 8日
  - 第8回 夏のホラー秘宝まつり 2021[35][RE 63]
    - ラビッド・ドッグス ( イタリア) [8月 24]
    - ルチオ・フルチのクロック ( イタリア) [8月 25]
- 9日
  - 第8回 夏のホラー秘宝まつり 2021[35][RE 63]
    - 処刑男爵 ( イタリア) [8月 26]
- 13日
  - クラユカバ 序章 ( 日本) [8月 27]
  - ザ・スーサイド・スクワッド “極”悪党、集結 ( アメリカ合衆国) [8月 28]
  - ジュゼップ 戦場の画家 ( フランス・ スペイン・ ベルギー) [8月 29]
  - 第8回 夏のホラー秘宝まつり 2021[35][RE 63]
    - イノセント・ドール虜 ( イタリア) [8月 30]
    - フルチトークス ( イタリア) [8月 31]

  - 劇場版 DANCE ALONE ( 日本) [8月 32]
  - 東映まんがまつり
    - 映画おしりたんてい スフーレ島のひみつ ( 日本) [8月 33]
    - 深海のサバイバル! ( 日本) [8月 34]

  - 東京オリンピック2017 都営霞ヶ丘アパート ( 日本) [8月 35]
  - ドント・ブリーズ2 ( アメリカ合衆国) [8月 36]
  - フリー・ガイ ( アメリカ合衆国) [8月 37]
  - 僕たちは変わらない朝を迎える ( 日本) [8月 38]
  - ホテルレイク ( 韓国) [8月 39]
  - モロッコ、彼女たちの朝 ( モロッコ・ フランス・ ベルギー) [8月 40]
  - 妖怪大戦争 ガーディアンズ ( 日本) [8月 41]
  - レリック -遺物- ( オーストラリア・ アメリカ合衆国) [8月 42]
- 14日
  - 愛のように感じた ( アメリカ合衆国) [8月 43]
  - The Public Image Is Rotten ザ・パブリック・イメージ・イズ・ロットン ( アメリカ合衆国) [8月 44]
  - 全員切腹 ( 日本) [8月 45]
  - 第8回 夏のホラー秘宝まつり 2021[35][RE 63]
    - 怒霊界エニグマ ( イタリア) [8月 46]
    - ビヨンド 4Kレストア版 ( イタリア) [8月 47]

  - 灯せ ( 日本) [8月 48]
  - 隣人のゆくえ ワークショップ日記 ( 日本) [8月 49]
- 15日
  - 第8回 夏のホラー秘宝まつり 2021[35][RE 63]
    - ファイブ・バンボーレ ( イタリア) [8月 50]
- 16日
  - 第8回 夏のホラー秘宝まつり 2021[35][RE 63]
    - クレイジー・キラー 悪魔の焼却炉 ( イタリア) [8月 51]
- 20日
  - 祈り -幻に長崎を想う刻- ( 日本) [8月 52]
  - うみべの女の子 ( 日本) [8月 53]
  - かぐや様は告らせたい ～天才たちの恋愛頭脳戦～ ファイナル ( 日本) [8月 54]
  - 劇場版 きんいろモザイク Thank you!! ( 日本) [8月 55]
  - 恋の病 ～潔癖なふたりのビフォーアフター～ ( 台湾) [8月 56]
  - 子供はわかってあげない ( 日本) [8月 57]
  - 孤狼の血 LEVEL2 ( 日本) [8月 58]
  - Summer of 85 ( フランス) [8月 59]
  - 人肉村 ( カナダ) [8月 60]
  - 第8回 夏のホラー秘宝まつり 2021[35][RE 63]
    - 新エクソシスト 死肉のダンス ( イタリア) [8月 61]
    - ルチオ・フルチのホラー・ハウス ( イタリア) [8月 62]

  - ドライブ・マイ・カー ( 日本) [8月 63]
  - パウ・パトロール ザ・ムービー ( アメリカ合衆国) [8月 64]
  - BanG Dream! FILM LIVE 2nd Stage ( 日本) [8月 65]
  - リル・バック ストリートから世界へ ( フランス・ アメリカ合衆国) [8月 66]
- 21日
  - あらののはて ( 日本) [8月 67]
  - シュシュシュの娘 ( 日本) [8月 68]
  - スザンヌ、16歳 ( フランス) [8月 69]
  - 大地と白い雲 ( 中国) [8月 70]
  - 第8回 夏のホラー秘宝まつり 2021[35][RE 63]
    - 怪談新耳袋Gメン ラスト・ツアー ( 日本) [8月 71]
    - 墓地裏の家 4Kレストア版 ( イタリア) [8月 72]

  - まっぱだか ( 日本) [8月 73]
  - ミルクのケビン THE MOVIE ( 日本) [8月 74]
- 22日
  - 第8回 夏のホラー秘宝まつり 2021[35][RE 63]
    - 悪魔のサンタクロース 惨殺の斧 ( アメリカ合衆国) [8月 75]
    - 悪魔のサンタクロース2 ( アメリカ合衆国) [8月 76]
    - サンゲリア2 ( イタリア) [8月 77]
- 23日
  - 第8回 夏のホラー秘宝まつり 2021[35][RE 63]
    - フルチ・フォー・フェイク ( イタリア) [8月 78]
- 24日
  - [ディレイ・ビューイング] 『SUPER JUNIOR-YESUNG Special Event ～I’ll light your way～』 ( 日本) [8月 79]
- 27日
  - 劇場版 アーヤと魔女 ( 日本) [8月 80]
  - オールド ( アメリカ合衆国) [8月 81]
  - クリーン、シェーブン ( アメリカ合衆国) [8月 82][RE 65]
  - サマー・オブ・ソウル (あるいは、革命がテレビ放映されなかった時) ( アメリカ合衆国) [8月 83]
  - ショック・ドゥ・フューチャー ( フランス) [8月 84]
  - スペース・プレイヤーズ ( アメリカ合衆国) [8月 85]
  - ゼロワン Others 仮面ライダーバルカン&バルキリー ( 日本) [8月 86]
  - 沈黙のレジスタンス 〜ユダヤ孤児を救った芸術家〜 ( アメリカ合衆国・ イギリス・ ドイツ) [8月 87]
  - 鳩の撃退法 ( 日本) [8月 88]
  - Fate/kaleid liner プリズマ☆イリヤ Licht 名前の無い少女 ( 日本) [8月 89]
  - 劇場版プラシド・ドミンゴ～アレーナ・ディ・ヴェローナ音楽祭2020～ ( イタリア) [8月 90]
  - 白頭山大噴火 ( 韓国) [8月 91]
  - ホロコーストの罪人 ( ノルウェー) [8月 92]
  - 岬のマヨイガ ( 日本) [8月 93]
  - 元メンに呼び出されたら、そこは異次元空間だった ( 日本) [8月 94]
  - 遊星王子2021 ( 日本) [8月 95]
  - 夢判断、そして恐怖体験へ ( 日本) [8月 96]
- 28日
  - 第8回 夏のホラー秘宝まつり 2021[35][RE 63]
    - 女の秘めごと ( イタリア・ フランス・ スペイン) [8月 97]
    - 知りすぎた少女 ( イタリア) [8月 98]

  - DAU.退行 ( ドイツ・ ウクライナ・ イギリス・ ロシア) [8月 99]
  - ちょっと北朝鮮まで行ってくるけん。 ( 日本) [8月 100]
  - 華のスミカ ( 日本) [8月 101]
- 29日
  - 第8回 夏のホラー秘宝まつり 2021[35][RE 63]
    - 四匹の蠅 ( イタリア・ フランス) [8月 102]
- 30日
  - 第8回 夏のホラー秘宝まつり 2021[35][RE 63]
    - 宇宙からのツタンカーメン ( アメリカ合衆国) [8月 103]

### 9月
- 2日
  - ボリショイ・バレエ in シネマ Season 2020-2021『ロミオとジュリエット』 ( ロシア) [9月 1]
- 3日
  - アナザーラウンド ( デンマーク) [9月 2]
  - エクストリーム!アフリカン・ムービーフェスティバル[36][RE 66]
    - クレイジー・ワールド ( ウガンダ) [9月 3]
    - 誰がキャプテン・アレックスを殺したか ( ウガンダ) [9月 4]
    - バッド・ブラック ( ウガンダ) [9月 5]

  - 親鳥よ、静かに泣け ( 日本) [9月 6]
  - 報復 かえし ( 日本) [9月 7]
  - 科捜研の女 -劇場版- ( 日本) [9月 8]
  - 劇場版 がんばれ!TEAM NACS ( 日本) [9月 9]
  - くじらびと ( 日本) [9月 10]
  - クロガラス3 ( 日本) [9月 11]
  - シャン・チー/テン・リングスの伝説 ( アメリカ合衆国) [9月 12]
  - その日、カレーライスができるまで ( 日本) [9月 13]
    - HOME FIGHT ( 日本) [9月 14][37]

  - テーラー 人生の仕立て屋 ( ギリシャ・ ドイツ・ ベルギー) [9月 15]
  - ハートフルストーリー ( 日本) [9月 16]
  - モンタナの目撃者 ( アメリカ合衆国) [9月 17]
  - リョーマ! The Prince of Tennis 新生劇場版テニスの王子様 ( 日本) [9月 18]
- 4日
  - 赤い唇 ( ベルギー・ フランス・ ドイツ) [9月 19][RE 67]
  - いまはむかし 父・ジャワ・幻のフィルム ( 日本) [9月 20]
  - ミス・マルクス ( イタリア・ ベルギー) [9月 21]
- 10日
  - インディアンムービーウィーク2021 パート2[38][RE 68]
    - 俺だって極道さ ( インド) [9月 22]
    - マスター 先生が来る! ( インド) [9月 23]

  - 映画 おかあさんといっしょ ヘンテコ世界からの脱出! ( 日本) [9月 24]
  - ゴーストダイアリーズ ( 日本) [9月 25]
  - スパイラル:ソウ オールリセット ( アメリカ合衆国) [9月 26]
  - スーパー戦闘 純烈ジャー ( 日本) [9月 27]
  - 先生、私の隣に座っていただけませんか? ( 日本) [9月 28]
  - 達人 THE MASTER ( 日本) [9月 29]
  - 浜の朝日の嘘つきどもと ( 日本) [9月 30]
  - ブライズ・スピリット〜夫をシェアしたくはありません! ( イギリス) [9月 31]
  - 劇場版 ほんとうにあった怖い話～事故物件芸人3～ ( 日本) [9月 32]
  - 未成仏百物語～AKB48 異界への灯火寺～ ( 日本) [9月 33]
  - ムーンライト・シャドウ ( 日本) [9月 34]
  - モンテ・クリスト伯 The Musical Live ( 韓国) [9月 35]
- 11日
  - 明日をへぐる ( 日本) [9月 36]
  - 階段下は××する場所である ( 日本) [9月 37]
  - 偽神 ( 日本) [9月 38]
  - 2887 ( 日本) [9月 39]
  - ミッドナイト・トラベラー ( アメリカ合衆国・ カタール・ カナダ・ イギリス) [9月 40]
- 12日
  - インディアンムービーウィーク2021 パート2[38][RE 68]
    - イングリッシュ・ミディアム ( インド) [9月 41]
    - ラジニムルガン ( インド) [9月 42]
- 14日
  - マイライフ、ママライフ ( 日本) [9月 43]
- 17日
  - アイダよ、何処へ? ( ボスニア・ヘルツェゴビナ・ オーストリア・ ルーマニア・ オランダ・ ドイツ・ ポーランド・ フランス・ ノルウェー・ トルコ) [9月 44]
  - 偽りの隣人 ある諜報員の告白 ( 韓国) [9月 45]
  - 君は永遠にそいつらより若い ( 日本) [9月 46]
  - クロガラス0 ( 日本) [9月 47]
  - GHOST IN THE SHELL/攻殻機動隊 4Kリマスター版 ( 日本) [9月 48][RE 69]
  - シー・イズ・オーシャン ( アメリカ合衆国) [9月 49]
  - 食人雪男 ( アメリカ合衆国) [9月 50]
  - スイング・ステート ( アメリカ合衆国) [9月 51]
  - スクールガールズ ( スペイン) [9月 52]
  - トムボーイ ( フランス) [9月 53][RE 70]
  - 劇場版 Free!-the Final Stroke- 前編 ( 日本) [9月 54]
  - マスカレード・ナイト ( 日本) [9月 55]
  - マルジェラが語る“マルタン・マルジェラ” ( ドイツ・ ベルギー) [9月 56]
  - MIRRORLIAR FILMS Season1 ( 日本) [9月 57]
  - 由宇子の天秤 ( 日本) [9月 58]
  - 酔いどれ東京ダンスミュージック ( 日本) [9月 59]
  - レミニセンス ( アメリカ合衆国) [9月 60]
- 18日
  - 息をするように ( 日本) [9月 61]
  - 琵琶法師 山鹿良之 ( 日本) [9月 62]
  - Memories/Dear Moon
    - Dear Moon ( 日本) [9月 63]
    - Memories ( 日本) [9月 64]
- 19日
  - ポルノグラフィティ LIVE FILM「REUNION」 ( 日本) [9月 65]
- 23日
  - オアシス:ネブワース1996 ( イギリス) [9月 66]
  - カラミティ ( フランス・ デンマーク) [9月 67]
  - 空白 ( 日本) [9月 68]
  - クーリエ:最高機密の運び屋 ( イギリス・ アメリカ合衆国) [9月 69]
  - 整形水 ( 韓国) [9月 70]
  - 総理の夫 ( 日本) [9月 71]
  - プリンセス・プリンシパル Crown Handler 第2章 ( 日本) [9月 72]
  - マイ・ダディ ( 日本) [9月 73]
  - MINAMATA-ミナマタ- ( アメリカ合衆国) [9月 74]
- 24日
  - 黄龍の村 ( 日本) [9月 75]
  - THE GUILTY/ギルティ ( アメリカ合衆国) [9月 76]
  - 殺人鬼から逃げる夜 ( 韓国) [9月 77]
  - 素晴らしき、きのこの世界 ( アメリカ合衆国) [9月 78]
  - チョコリエッタ ( 日本) [9月 79][RE 71]
  - ディナー・イン・アメリカ ( アメリカ合衆国) [9月 80]
  - fOUL ( 日本) [9月 81]
- 25日
  - 新しい風 ( 日本) [9月 82]
  - HHH:侯孝賢 デジタルリマスター版 ( フランス・ 台湾) [9月 83][RE 72]
  - にじいろトリップ～少女は虹を渡る～ ( 日本) [9月 84]
  - 真夜中の乙女たち ( 日本) [9月 85]

### 10月
- 1日
  - あそびのレンズ ( 日本) [10月 1]
  - ウィーン国立歌劇場2020 in CINEMA <トスカ> ( オーストリア) [10月 2]
  - 火星のカノン デジタルリマスター版 ( 日本) [10月 3][RE 71]
  - クリスマス・ウォーズ ( イギリス・ カナダ・ アメリカ合衆国) [10月 4]
  - サウンド・オブ・メタル -聞こえるということ- ( アメリカ合衆国) [10月 5][RE 73]
  - 死霊館 悪魔のせいなら、無罪。 ( アメリカ合衆国) [10月 6]
  - 人生の運転手～明るい未来に進む路～ ( 香港) [10月 7]
  - SPITZ JAMBOREE TOUR 2021 "NEW MIKKE" THE MOVIE ( 日本) [10月 8]
  - せかいのおわり デジタルリマスター版 ( 日本) [10月 9][RE 71]
  - 007/ノー・タイム・トゥ・ダイ ( イギリス・ アメリカ合衆国) [10月 10]
  - DIVOC-12 ( 日本) [10月 11]
  - 10 BABYMETAL BUDOKAN - COMPLETE EDITION - FILM SCREENING ( 日本) [10月 12]
  - TOVE/トーベ ( フィンランド・ スウェーデン) [10月 13]
  - 春/リッちゃん、健ちゃんの夏。[42]
    - 春 ( 日本) [10月 14]
    - リッちゃん、健ちゃんの夏。 ( 日本) [10月 15]

  - 光を追いかけて ( 日本) [10月 16]
  - 僕と彼女とラリーと ( 日本) [10月 17]
  - 護られなかった者たちへ ( 日本) [10月 18]
  - リクはよわくない ( 日本) [10月 19]
  - ルパン三世 カリオストロの城 4K+7.1ch版 ( 日本) [10月 20][RE 74]
    - ルパンは今も燃えているか? ( 日本) [10月 21]
- 2日
  - 赤い原罪 ( 韓国) [10月 22]
  - 浮気なアステリズム ( 日本) [10月 23]
  - 恐るべき子供たち 4Kレストア版 ( フランス) [10月 24][RE 75]
  - 終わりの見えない闘い 新型コロナウイルス感染症と保健所 ( 日本) [10月 25]
  - カナルタ 螺旋状の夢 ( イギリス・ 日本) [10月 26]
  - コレクティブ 国家の嘘 ( ルーマニア・ ルクセンブルク・ ドイツ) [10月 27]
  - 欲しがり奈々ちゃん ひとくち、ちょうだい ( 日本) [10月 28]
  - 屋根の上に吹く風は ( 日本) [10月 29]
  - RAMEN FEVER ( 日本) [10月 30]
- 3日
  - 扉を閉めた女教師 ( 日本) [10月 31]
- 8日
  - 宇宙戦艦ヤマト2205 新たなる旅立ち 前章 -TAKE OFF- ( 日本) [10月 32]
  - 宇宙の法-エローヒム編- ( 日本) [10月 33]
  - 劇場上映版 エリック・クラプトン/ロックダウン・セッションズ ( イギリス) [10月 34]
  - 海辺の街の約束( 日本)[43]
  - ONODA 一万夜を越えて ( フランス・ 日本・ ドイツ・ ベルギー・ イタリア) [10月 35]
  - カブールのツバメ ( フランス・ ルクセンブルク・ スイス) [10月 36]
  - 神在月のこども ( 日本) [10月 37]
  - キャッシュトラック ( アメリカ合衆国・ イギリス) [10月 38]
  - 草の響き ( 日本) [10月 39]
  - 最強殺し屋伝説国岡 [完全版] ( 日本) [10月 40]
  - スターダスト ( イギリス・ カナダ) [10月 41]
  - ナショナル・シアター・ライブ「十二夜」 ( イギリス) [10月 42]
  - PITY ある不幸な男 ( ギリシャ・ ポーランド) [10月 43]
  - 人と仕事 ( 日本) [10月 44]
  - プリズナーズ・オブ・ゴーストランド ( アメリカ合衆国) [10月 45]
  - 劇場版マクロスΔ 絶対LIVE!!!!!! ( 日本) [10月 46]
    - 劇場短編マクロスF ～時の迷宮～ ( 日本) [10月 47]

  - メインストリーム ( アメリカ合衆国) [10月 48]
  - 恋愛準々決勝戦 ( 日本) [10月 49]
- 9日
  - 歌と羊と羊飼い ( 日本) [10月 50]
  - Cosmetic DNA ( 日本) [10月 51]
  - 劇場版 抱かれたい男1位に脅されています。～スペイン編～ ( 日本) [10月 52]
  - 夢のアンデス ( チリ・ フランス) [10月 53]
- 15日
  - アミューズメント・パーク 4Kレストア版 ( アメリカ合衆国) [10月 54][RE 76]
  - Our Friend/アワー・フレンド ( アメリカ合衆国) [10月 55]
  - 劇場版オトッペ パパ・ドント・クライ ( 日本) [10月 56]
  - かそけきサンカヨウ ( 日本) [10月 57]
  - キャンディマン ( アメリカ合衆国) [10月 58]
  - クライモリ ( アメリカ合衆国・ ドイツ・ カナダ・ イギリス) [10月 59]
  - 最後の決闘裁判 ( アメリカ合衆国) [10月 60]
  - ザ・クレイジーズ ( アメリカ合衆国) [10月 61][RE 76]
  - THE MOLE (ザ・モール) ( ノルウェー・ デンマーク・ イギリス・ スウェーデン) [10月 62]
  - ジャズ・ロフト ( イギリス) [10月 63]
  - 松竹ブロードウェイシネマ 「パリのアメリカ人」 ( イギリス) [10月 64]
  - DUNE/デューン 砂の惑星 ( アメリカ合衆国) [10月 65]
  - ビースト ( 韓国) [10月 66]
  - WHOLE/ホール ( 日本) [10月 67]
  - マーティン/呪われた吸血少年 ( アメリカ合衆国) [10月 68][RE 76]
  - MIRRORLIAR FILMS plus ( 日本) [10月 69]
  - 燃えよ剣 ( 日本) [10月 70]
  - ルネ・クレール レトロスペクティブ[44][RE 77]
    - 自由を我等に 4Kデジタル・リマスター版 ( フランス) [10月 71]
    - 巴里の屋根の下 4Kデジタル・リマスター版 ( フランス) [10月 72]
    - 巴里祭 4Kデジタル・リマスター版 ( フランス) [10月 73]
    - ル・ミリオン 4Kデジタル・リマスター版 ( フランス) [10月 74]

  - 劇場版 ルパンの娘 ( 日本) [10月 75]
- 16日
  - 歩きはじめる言葉たち 漂流ポスト3・11をたずねて ( 日本) [10月 76]
  - 〈主婦〉の学校 ( アイスランド) [10月 77]
  - そしてキアロスタミはつづく デジタル・リマスター版特集上映[45][RE 78]
    - オリーブの林をぬけて デジタルリマスター版 ( イラン) [10月 78]
    - そして人生はつづく デジタルリマスター版 ( イラン) [10月 79]
    - 友だちのうちはどこ? デジタルリマスター版 ( イラン) [10月 80]
    - ホームワーク デジタルリマスター版 ( イラン) [10月 81]

  - バウムアンドクーヘン presents 「バウムちゃんねる映画祭」 season3 ( 日本) [10月 82]
  - プリテンダーズ ( 日本) [10月 83]
  - 分子の音色 A scientist and a musician ( 日本) [10月 84]
- 17日
  - そしてキアロスタミはつづく デジタル・リマスター版特集上映[45][RE 78]
    - 桜桃の味 デジタルリマスター版 ( イラン・ フランス) [10月 85]
    - 風が吹くまま デジタルリマスター版 ( フランス・ イラン) [10月 86]
    - トラベラー デジタルリマスター版 ( イラン) [10月 87]
- 22日
  - 映画 神ミタイナ時間 ( 日本) [10月 88]
  - CUBE 一度入ったら、最後 ( 日本) [10月 89]
  - 熊川哲也 Kバレエカンパニー『白鳥の湖 in Cinema』 ( 日本) [10月 90]
  - グレタ ひとりぼっちの挑戦 ( スウェーデン) [10月 91]
  - ザ・ハーダー・ゼイ・フォール: 報復の荒野 ( アメリカ合衆国) [10月 92]
  - G.I.ジョー:漆黒のスネークアイズ ( アメリカ合衆国・ カナダ) [10月 93]
  - 修羅の街、飢えた狼たち ( 中国) [10月 94]
  - 映画 真・三國無双 ( 香港・ 中国・ 日本) [10月 95]
  - ひらいて ( 日本) [10月 96]
  - ビルド・ア・ガール ( イギリス) [10月 97]
  - 二人小町 ( 日本・ 香港) [10月 98]
  - ルネ・クレール レトロスペクティブ[44][RE 77]
    - リラの門 4Kデジタル・リマスター版 ( フランス・ イタリア) [10月 99]

  - レジェンド・オブ・ホワイトウィッチ ( 中国) [10月 100]
  - ロン 僕のポンコツ・ボット ( アメリカ合衆国・ イギリス) [10月 101]
  - ワンス・アポン・ア・タイム・イン・上海 ( 中国) [10月 102]
- 23日
  - 彼女はひとり ( 日本) [10月 103]
  - サウダーヂ デジタルリマスター版 ( 日本) [10月 104][RE 79]
  - シャウト・アウト ( インド) [10月 105]
  - Shari ( 日本) [10月 106]
  - 映画 トロピカル〜ジュ!プリキュア 雪のプリンセスと奇跡の指輪! ( 日本) [10月 107]
- 24日
  - 鮫しょう碧 真珠の涙 ( 中国) [10月 108]
- 26日
  - レジェンド・オブ・フォックス　妖狐伝説 ( 中国・ 香港) [10月 109]
- 29日
  - I will -君が未来を歩くとき- ( 日本) [10月 110]
  - アイの歌声を聴かせて ( 日本) [10月 111]
  - 徒桜 ( 日本) [10月 112]
  - アレックス STRAIGHT CUT ( フランス) [10月 113][RE 80]
  - シッチェス映画祭ファンタスティック・セレクション2021[46][RE 81]
    - ゾンビ・プレジデント ( 台湾) [10月 114]
    - BECKY ベッキー ( アメリカ合衆国) [10月 115]
    - ロスト・ボディ 消失 ( スペイン・ ドイツ・ フランス) [10月 116]

  - ジョゼと虎と魚たち ( 韓国) [10月 117]
  - 真・三国志 蜀への道 ( 中国) [10月 118]
  - スウィート・シング ( アメリカ合衆国) [10月 119]
  - そして、バトンは渡された ( 日本) [10月 120]
  - 場所はいつも旅先だった ( 日本) [10月 121]
  - ハロウィン KILLS ( アメリカ合衆国) [10月 122]
  - モーリタニアン 黒塗りの記録 ( イギリス) [10月 123]
  - 悠久よりの愛～脱ダム新時代～ ( 日本) [10月 124]
  - レジェンド・オブ・ドラゴン 鉄仮面と龍の秘宝 ( ロシア・ 中国・  アメリカ合衆国) [10月 125]
- 30日
  - 愛のくだらない ( 日本) [10月 126]
  - カウンセラー ( 日本) [10月 127]
  - 芸術家・今井次郎 ( 日本) [10月 128]
  - シッチェス映画祭ファンタスティック・セレクション2021[46][RE 81]
    - キラー・ジーンズ ( カナダ) [10月 129]
    - 呪術召喚 カンディシャ ( フランス) [10月 130]

  - 劇場版 ソードアート・オンライン -プログレッシブ- 星なき夜のアリア ( 日本) [10月 131]
  - マスカレード ( アメリカ合衆国) [10月 132]
  - MONOS 猿と呼ばれし者たち ( コロンビア・ アルゼンチン・ オランダ・ ドイツ・ スウェーデン・ ウルグアイ・ スイス・ デンマーク) [10月 133]
  - 老後の資金がありません! ( 日本) [10月 134]
- 31日
  - シッチェス映画祭ファンタスティック・セレクション2021[46][RE 81]
    - スリープレス・ビューティー 戦慄の美女監禁実験 ( ロシア) [10月 135]
    - ONE FOUR KENGO THE MOVIE ～憲剛とフロンターレ 偶然を必然に変えた、18年の物語～　( 日本)

### 11月
- 3日
  - 劇場版 きのう何食べた? ( 日本) [11月 1]
  - LUXE ディレイ・ビューイング ( 日本) [11月 2]
- 5日
  - アンテベラム ( アメリカ合衆国) [11月 3]
  - ヴィム・ヴェンダース レトロスペクティブ ROAD MOVIES/夢の涯てまでも[47][RE 82]
    - アメリカの友人 4Kレストア版 ( 西ドイツ・ フランス) [11月 4]
    - 都会のアリス 2Kレストア版 ( 西ドイツ) [11月 5]
    - 都市とモードのビデオノート 4Kレストア版 ( フランス・ ドイツ) [11月 6]
    - パリ、テキサス 2Kレストア版 ( 西ドイツ・ フランス) [11月 7]
    - ブエナ・ビスタ・ソシアル・クラブ ( ドイツ・ アメリカ合衆国・ フランス・ キューバ) [11月 8]
    - ベルリン・天使の詩 4Kレストア版 ( 西ドイツ・ アメリカ合衆国) [11月 9]

  - エターナルズ ( アメリカ合衆国) [11月 10]
  - 告白 ( 韓国) [11月 11]
  - シノノメ色の週末 ( 日本) [11月 12]
  - 12番目の容疑者 ( 韓国) [11月 13]
  - 映画 すみっコぐらし 青い月夜のまほうのコ ( 日本) [11月 14]
  - 絶滅動物 (VACATION) ( 日本) [11月 15]
  - 蒼穹のファフナー THE BEYOND/第十話「嵐、来たりて」第十一話「英雄、二人」第十二話「蒼穹の彼方」 ( 日本) [11月 16]
  - DANCING MARY ダンシング・マリー ( 日本) [11月 17]
  - 渚の果てにこの愛を ( フランス・ イタリア) [11月 18][RE 83]
  - 花椒の味 ( 香港) [11月 19]
  - ボクたちはみんな大人になれなかった ( 日本) [11月 20][注釈 10]
  - ほんとうのピノッキオ ( イタリア) [11月 21]
  - MORE モア ( 西ドイツ・ フランス・ ルクセンブルク) [11月 22][RE 83]
  - リスペクト ( アメリカ合衆国) [11月 23]
- 6日
  - ヴィム・ヴェンダース レトロスペクティブ ROAD MOVIES/夢の涯てまでも[47][RE 82]
    - さすらい ( 西ドイツ) [11月 24]
    - まわり道 ( 西ドイツ) [11月 25]

  - 記憶の戦争 ( 韓国) [11月 26]
  - これは君の闘争だ ( ブラジル) [11月 27]
  - スズさん〜昭和の家事と家族の物語〜 ( 日本) [11月 28]
  - メイド・イン・ヘヴン ( 日本) [11月 29]
  - 我が心の香港〜映画監督アン・ホイ ( 香港) [11月 30]
- 11日
  - 僕の世界の中心は ( ドイツ) [11月 31]
- 12日
  - アイス・ロード ( アメリカ合衆国) [11月 32]
  - 愛のまなざしを ( 日本) [11月 33]
  - 梅切らぬバカ ( 日本) [11月 34]
  - カオス・ウォーキング ( アメリカ合衆国・ カナダ・ 香港) [11月 35]
  - 恋する寄生虫 ( 日本) [11月 36]
  - 攻殻機動隊 SAC_2045 持続可能戦争 ( 日本) [11月 37]
  - kocorono デジタル・リマスター版 ( 日本) [11月 38][RE 84]
  - サマーゴースト ( 日本) [11月 39]
  - SAYONARA AMERICA ( 日本) [11月 40]
  - 新・少林寺伝説 HDリマスター版 ( 香港) [11月 41][RE 85]
  - たまの映像詩集 渚のバイセコー ( 日本) [11月 42]
  - Tick, tick... BOOM! : チック、チック…ブーン! ( アメリカ合衆国) [11月 43]
  - テン・ゴーカイジャー ( 日本) [11月 44]
  - 唐人街探偵 NEW YORK MISSION ( 中国) [11月 45]
  - ドーン・オブ・ザ・ビースト/魔獣の森 ( アメリカ合衆国) [11月 46]
  - ドーナツキング ( アメリカ合衆国) [11月 47]
  - 信虎 ( 日本) [11月 48]
  - 半狂乱 ( 日本) [11月 49]
  - 皮膚を売った男 ( チュニジア・ フランス・ ベルギー・ スウェーデン・ ドイツ・ カタール・ サウジアラビア) [11月 50]
  - ファイター、北からの挑戦者 ( 韓国) [11月 51]
  - フォーリング 50年間の想い出 ( カナダ・ イギリス) [11月 52]
  - ボストン市庁舎 ( アメリカ合衆国) [11月 53]
  - マリグナント 狂暴な悪夢 ( アメリカ合衆国) [11月 54]
  - やさしい女 デジタル・リマスター版 ( フランス) [11月 55][RE 86]
  - 映画 妖怪ウォッチ♪ ケータとオレっちの出会い編だニャン♪ワ、ワタクシも〜♪♪ ( 日本) [11月 56]
- 19日
  - 劇場版アルゴナビス 流星のオブリガート ( 日本) [11月 57]
  - 1941 モスクワ攻防戦80年目の真実 ( ロシア) [11月 58]
  - COME & GO カム・アンド・ゴー ( 日本・ マレーシア) [11月 59]
  - 熊川哲也 Kバレエ カンパニー『シンデレラ』in Cinema ( 日本) [11月 60]
  - サンチョー ( 日本) [11月 61]
  - 囚人ディリ ( インド) [11月 62][注釈 11]
  - 12人のイカれたワークショップ ( 日本) [11月 64]
  - ずっと独身でいるつもり? ( 日本) [11月 65]
  - 聖地X ( 日本) [11月 66]
  - 茲山魚譜 チャサンオボ ( 韓国) [11月 67]
  - パワー・オブ・ザ・ドッグ ( ニュージーランド・ オーストラリア) [11月 68]
  - ミュジコフィリア ( 日本) [11月 69]
  - 無慈悲な光 ( 日本) [11月 70]
  - 土竜の唄 FINAL ( 日本) [11月 71]
  - モスル あるSWAT部隊の戦い ( アメリカ合衆国) [11月 72]
  - リトル・ガール ( フランス) [11月 73]
- 20日
  - 自宅警備員と家事妖精 ( 日本) [11月 74]
  - JOINT ( 日本) [11月 75]
  - 水面のあかり ( 日本) [11月 76][RE 87]
  - 宮田バスターズ (株) -大長編- ( 日本) [11月 77]
  - ユダヤ人の私 ( オーストリア) [11月 78]
- 23日
  - 劇場版 舞台『刀剣乱舞』虚伝 燃ゆる本能寺 ( 日本) [11月 79]
  - 2021年劇団☆新感線41周年興行 秋公演いのうえ歌舞伎『狐晴明九尾狩』ディレイビューイング ( 日本) [11月 80]
- 26日
  - ARASHI Anniversary Tour 5×20 FILM “Record of Memories” ( 日本) [11月 81][注釈 12]
  - EUREKA/交響詩篇エウレカセブン ハイエボリューション ( 日本) [11月 82]
  - 消えない罪 ( イギリス・ ドイツ・ アメリカ合衆国) [11月 83]
  - 昨日より赤く明日より青く-CINEMA FIGHTERS project- ( 日本) [11月 84]
  - スパゲティコード・ラブ ( 日本) [11月 85]
  - ダ・ヴィンチは誰に微笑む ( フランス) [11月 86]
  - ダーク・アンド・ウィケッド ( アメリカ合衆国) [11月 87]
  - CHAIN/チェイン ( 日本) [11月 88]
  - ツリーから離れて ( アメリカ合衆国) [11月 89]
  - ディア・エヴァン・ハンセン ( アメリカ合衆国) [11月 90]
  - ペルセポネーの泪 ( 日本)
  - ベロゴリア戦記 第1章:異世界の王国と魔法の剣 ( ロシア) [11月 91]
  - 幕が下りたら会いましょう ( 日本) [11月 92]
  - ミュージカル「刀剣乱舞」五周年記念 壽 乱舞音曲祭 4DX ( 日本) [11月 93]
  - ミラベルと魔法だらけの家 ( アメリカ合衆国) [11月 94]
- 27日
  - ヴィム・ヴェンダース レトロスペクティブ ROAD MOVIES/夢の涯てまでも[47][RE 82]
    - 東京画 2Kレストア版 ( 西ドイツ・ アメリカ合衆国) [11月 95]

  - ザ・レッド・チャペル ( デンマーク) [11月 96]
  - 水俣曼荼羅 ( 日本) [11月 97]
  - ルートヴィヒに恋して ( 日本) [11月 98]
  - 私は白鳥 ( 日本) [11月 99]
- 29日
  - ヴィム・ヴェンダース レトロスペクティブ ROAD MOVIES/夢の涯てまでも[47][RE 82]
    - 夢の涯てまでも ディレクターズカット 4Kレストア版 ( ドイツ・ フランス・ オーストラリア) [11月 100]

### 12月
- 3日
  - 悪なき殺人 ( フランス・ ドイツ) [12月 1]
  - ARIA The BENEDIZIONE ( 日本) [12月 2]
  - 189 ( 日本) [12月 3]
  - ヴェノム:レット・ゼア・ビー・カーネイジ ( アメリカ合衆国) [12月 4]
  - 彼女が好きなものは ( 日本) [12月 5]
  - 熊川哲也 Kバレエカンパニー『くるみ割り人形 in Cinema』 ( 日本) [12月 6]
  - グロリア 永遠の青春 ( アメリカ合衆国) [12月 7]
  - The Hand of God ( イタリア) [12月 8]
  - ショップリフターズ・オブ・ザ・ワールド ( アメリカ合衆国・ イギリス) [12月 9]
  - ジョン・コルトレーン:チェイシング・トレーン ( アメリカ合衆国) [12月 10]
  - スティール・レイン ( 韓国) [12月 11]
  - 劇場版 総集編 マジカパーティ ( 日本) [12月 12]
  - 天才ヴァイオリニストと消えた旋律 ( イギリス・ カナダ・ ハンガリー・ ドイツ) [12月 13]
  - ナショナル・シアター・ライブ「ジェーン・エア」 ( イギリス) [12月 14]
  - ナチス・バスターズ ( ロシア) [12月 15]
  - 成れの果て ( 日本) [12月 16]
  - パーフェクト・ケア ( アメリカ合衆国) [12月 17]
  - フラ・フラダンス ( 日本) [12月 18]
  - ベロゴリア戦記 第2章:劣等勇者と暗黒の魔術師 ( ロシア) [12月 19]
  - MANKAI MOVIE「A3!」～SPRING & SUMMER～ ( 日本) [12月 20]
  - 吾輩は猫である! ( 日本) [12月 21]
  - ワン・プラス・ワン ( イギリス) [12月 22][RE 88]
- 4日
  - アリスの住人 ( 日本) [12月 23]
  - クナシリ ( フランス) [12月 24]
  - 稽古場 ( 日本) [12月 25]
  - 十九歳の地図 ( 日本) [12月 26][RE 89]
  - [ディレイ・ビューイング] SUPER JUNIOR-D&E COUNTDOWN IN JAPAN ( 日本) [12月 27]
- 8日
  - Gorillaz: Song Machine Live From Kong ( イギリス) [12月 28]
  - MONSTA X:THE DREAMING ( 韓国) [12月 29]
- 10日
  - あなたの番です 劇場版 ( 日本) [12月 30]
  - 軍艦少年 ( 日本) [12月 31]
  - GUNDA/グンダ ( アメリカ合衆国・ ノルウェー) [12月 32]
  - さよなら、ティラノ ( 日本) [12月 33]
  - 衝動 ( 日本) [12月 34]
  - ダンサー・イン・ザ・ダーク 4Kデジタルリマスター版 ( デンマーク) [12月 35][RE 90]
  - ドント・ルック・アップ ( アメリカ合衆国) [12月 36]
  - ニューイヤー・ブルース ( 韓国) [12月 37]
  - ラストナイト・イン・ソーホー ( イギリス) [12月 38]
  - ローラとふたりの兄 ( フランス) [12月 39]
- 11日
  - ジャネット ( フランス) [12月 40]
  - ジャンヌ ( フランス) [12月 41]
  - 東洋の魔女 ( フランス) [12月 42]
  - 街は誰のもの? ( 日本) [12月 43]
  - メイズルス兄弟特集[RE 91]
    - グレイ・ガーデンズ ( アメリカ合衆国) [12月 44]
    - セールスマン ( アメリカ合衆国) [12月 45]
- 12日
  - 明日のたりないふたり 特別版 ( 日本) [12月 46]
- 13日
  - 降霊会 -血塗られた女子寮- ( アメリカ合衆国) [12月 47]
- 16日
  - ボリショイ・バレエ in シネマ 2021-2022 Season『くるみ割り人形』 ( ロシア) [12月 48]
  - MIYAVI Virtual Live 6.0 in京都・清水寺“MIYAVI in KIYOMIZU” ( 日本) [12月 49]
- 17日
  - 雨とあなたの物語 ( 韓国) [12月 50]
  - 偽りのないhappy end ( 日本) [12月 51]
  - 仮面ライダー ビヨンド・ジェネレーションズ ( 日本) [12月 52]
  - 偶然と想像 ( 日本) [12月 53]
  - GLIDE ( 日本) [12月 54]
  - 世界で一番美しい少年 ( スウェーデン) [12月 55]
  - ダーク・ウォーターズ 巨大企業が恐れた男 ( アメリカ合衆国) [12月 56]
  - BELUSHI ベルーシ ( アメリカ合衆国) [12月 57]
  - ボス・ベイビー ファミリー・ミッション ( アメリカ合衆国) [12月 58]
  - POP! ( 日本) [12月 59]
  - マトリックス レザレクションズ ( アメリカ合衆国) [12月 60]
  - 夜空に星のあるように ( イギリス) [12月 61][RE 92]
  - 私はいったい、何と闘っているのか ( 日本) [12月 62]
- 18日
  - 逆光 ( 日本) [12月 63][注釈 13]
  - なれのはて ( 日本) [12月 64]
- 19日
  - リモート探偵 ( 日本) [12月 65]
- 22日
  - BBB (BAY BLUE BLUES) 2021 ( 日本) [12月 66]
- 24日
  - キングスマン:ファースト・エージェント ( イギリス・ アメリカ合衆国) [12月 67]
  - 劇場版 呪術廻戦０ ( 日本) [12月 68]
  - ただ悪より救いたまえ ( 韓国) [12月 69]
  - パーフェクト・ノーマル・ファミリー ( デンマーク) [12月 70]
  - パリ・オペラ座バレエ・シネマ2022「シンデレラ」 ( フランス) [12月 71]
  - マイクロプラスチック・ストーリー ～ぼくらが作る2050年～ ( アメリカ合衆国) [12月 72]
  - モーターヘッド/ラウダー・ザン・ノイズ ( ドイツ) [12月 73]
  - レイジング・ファイア ( 香港・ 中国) [12月 74]
  - 恋愛リアリティーショー ( 日本) [12月 75]
- 25日
  - エッシャー通りの赤いポスト ( 日本) [12月 76]
  - 夫とちょっと離れて島暮らし ( 日本) [12月 77]
  - 奇跡の映画 カール・テオドア・ドライヤー セレクション[54][RE 93]
    - 怒りの日 デジタルリマスター版 ( デンマーク) [12月 78]
    - 奇跡 デジタルリマスター版 ( デンマーク) [12月 79]
    - ゲアトルーズ デジタルリマスター版 ( デンマーク) [12月 80]
    - 裁かるゝジャンヌ デジタルリマスター版 ( フランス) [12月 81]

  - 灯せ ( 日本) [12月 82]
- 30日
  - 99.9-刑事専門弁護士-THE MOVIE ( 日本) [12月 83]
- 31日
  - 明け方の若者たち ( 日本) [12月 84]
  - ヴォイス・オブ・ラブ ( フランス・ カナダ) [12月 85][注釈 14]
  - 映画演劇 サクセス荘 〜侵略者Sと西荻窪の奇跡〜 ( 日本) [12月 86]
  - 君といた108日 ( アメリカ合衆国) [12月 87]
  - マクベス ( アメリカ合衆国) [12月 88]